# Ocharcoaga
Ocharcoaga (en euskera y oficialmente Otxarkoaga) es un lugar de la anteiglesia de Begoña, barrio de la villa de Bilbao (Vizcaya, España). Pertenece al distrito de Ocharcoaga-Churdínaga (distrito 3) junto con el barrio de Churdínaga.

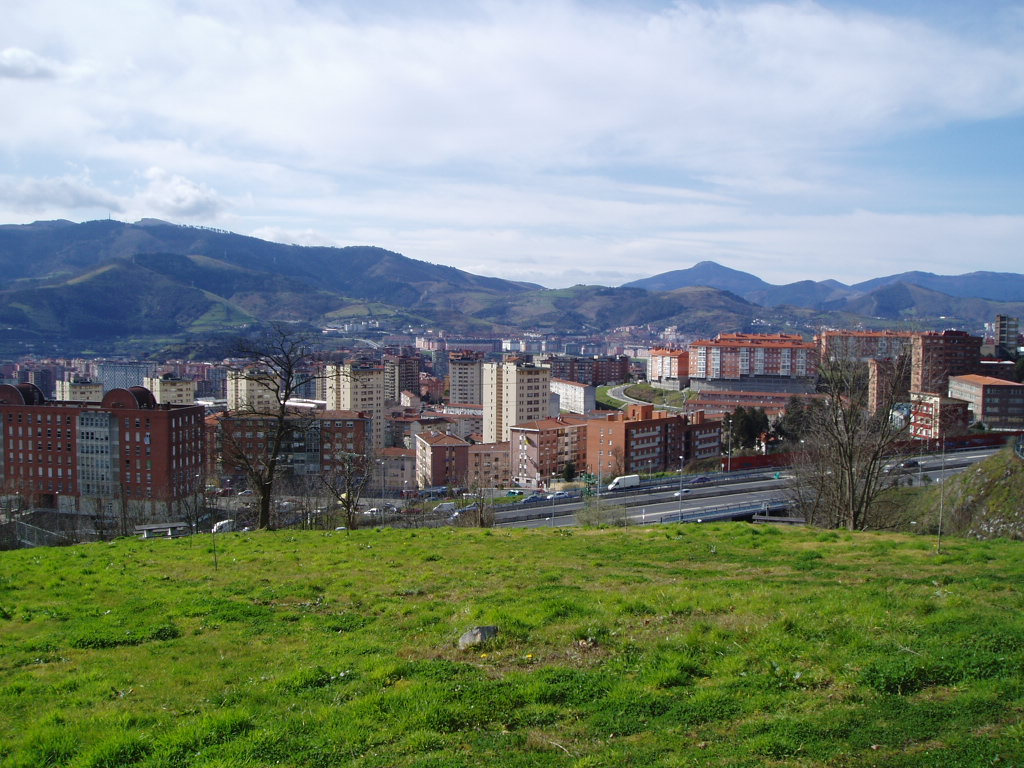
Vista panorámica de Ocharcoaga desde el monte Avril.

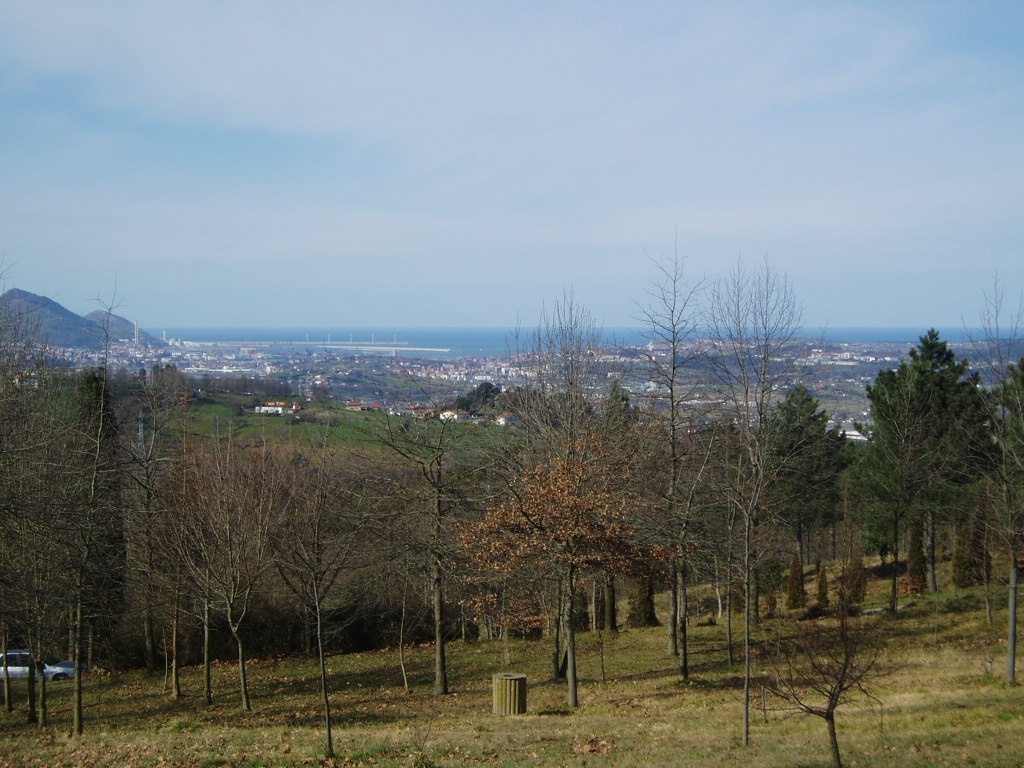
Monte Avril y desembocadura de la ría de Bilbao al fondo.

## Etimología
Ocharcoaga es un nombre de origen éuscaro cuyo significado es "lugar en el que abundan las flores amarillas". La raíz "Ochar-" (Otxar-) significa "rubia silvestre" (flor amarilla) mientras que el sufijo "-aga", habitual en topónimos en euskera, hace referencia a la abundancia.
Popularmente también se ha extendido la idea de que Ocharcoaga hace referencia a "lugar en el que abundan los lobos", relacionando la raíz "Ochar-" con "Otso", que en lengua vasca significa "lobo".

## Historia

### Contexto histórico y social: el chabolismo

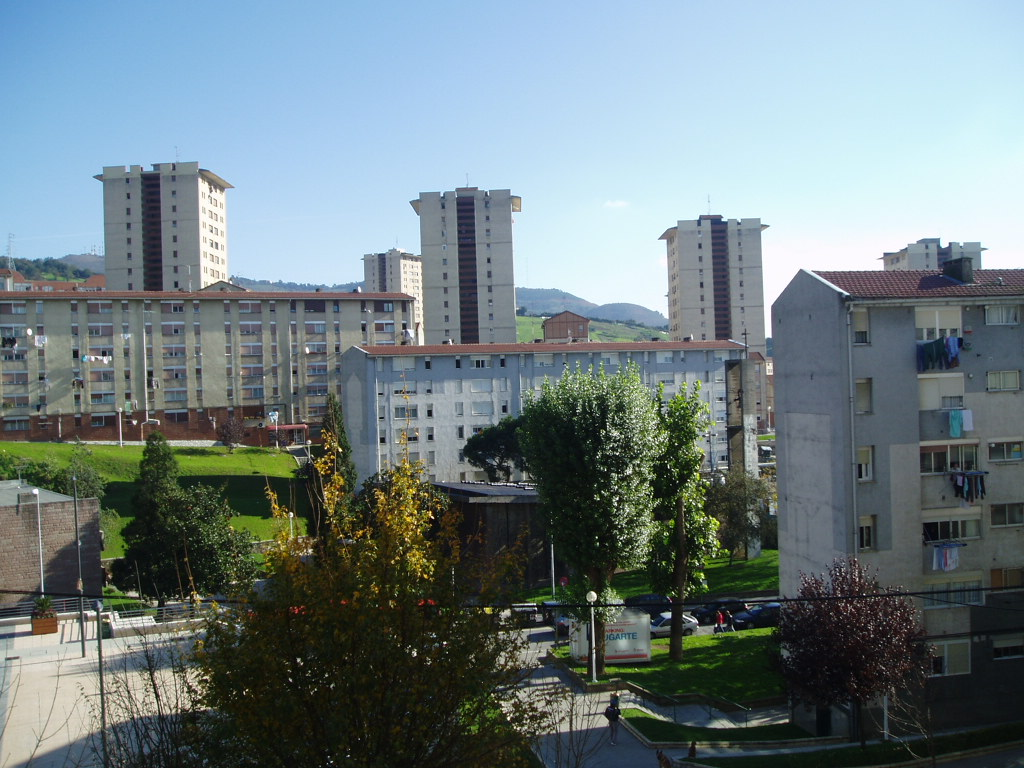
Vista general de Ocharcoaga desde la calle Ugarte.

A mediados del siglo XX Bilbao era una ciudad pujante e industrial, destino de miles de personas que, buscando un futuro más próspero, se trasladaban con la esperanza de encontrar un empleo o mejores condiciones de vida. Entre 1950 y 1960 la población de la provincia creció un 38 %. Muchas de estas personas, bien porque no estaba a su alcance (el precio desorbitado del suelo hacía inviables las promociones privadas de viviendas a precios asequibles) o con objeto de ahorrarse el importe del alquiler de la vivienda, decidieron establecerse en poblados chabolistas en los montes que rodean Bilbao: Archanda, Monte Banderas, Monte Cabras, Uretamendi... Según una estadística publicada por "La Gaceta del Norte", en 1960, 26 314 personas habitaban 4987 chabolas ubicadas en diferentes puntos de Bilbao. La vida en estos poblados quedó reflejada en la cinta "¿Bilbao?" de Policarpo Fernández Azcoaga, así como en novelas como "Una chabola en Bilbao" de José Luis Martín Vigil. La legislación de aquel entonces no permitía el establecimiento de chabolas, pero impedía a las autoridades derribar los habitáculos ya establecidos, por lo que los chabolistas se afanaban en construir sus hogares principalmente de noche. 
La realidad chabolista generó importante presiones, dentro de los márgenes propios de un régimen dictatorial, por parte de políticos, empresarios, medios de comunicación y la Iglesia. Para los empresarios, por ejemplo, era bochornoso que quienes acudían a la villa a hacer negocios tuvieran que contemplar un escenario tan lamentable. Asimismo, los medios de comunicación tachaban la actitud de los empresarios, que no se preocupaban de las condiciones de vida de sus trabajadores.
En cualquier caso, la propaganda oficial quiso vincular el fin del chabolismo con la voluntad y magnanimidad del general Franco. Existen divergencias acerca del momento en el que el jefe del Estado se percató, por sus propios ojos, de la realidad que rodeaba la capital de Vizcaya. Así, cuenta el entonces consejero de la empresa baracaldesa Sefanitro, José María Chávarri, que fue durante una visita realizada a la fábrica en 1958, mientras otras fuentes ubican el descubrimiento de esta realidad durante la inauguración de la antigua Feria de Muestras de Bilbao, el 25 de agosto de 1958. De acuerdo con los diarios de la época, el dictador se mostró impactado por las condiciones de vida de estos trabajadores y ordenó la construcción de viviendas para estas personas, que se materializó en el Plan de Urgencia Social de Vizcaya, el cuarto de España después de los planes de erradicación del chabolismo de Madrid, Barcelona y Asturias. Este plan incluía 4000 viviendas subvencionadas que debían ser distribuidas por la delegación del Ministerio de la Vivienda y la tarea de acondicionar los barrios de Bilbao con déficits urbanísticos.
En el "Estudio sociodemográfico de Ocharcoaga", publicado en 1991, se apunta además la posibilidad de que detrás de la construcción del polígono podría estar la necesidad de revitalizar el sector de la construcción, con la iniciativa privada entonces de capa caída, y evitar posibles revueltas populares, concentrando a quienes carecían de vivienda, educación y formación profesional en el extrarradio de la ciudad e intentando contentarles con un apartamento.

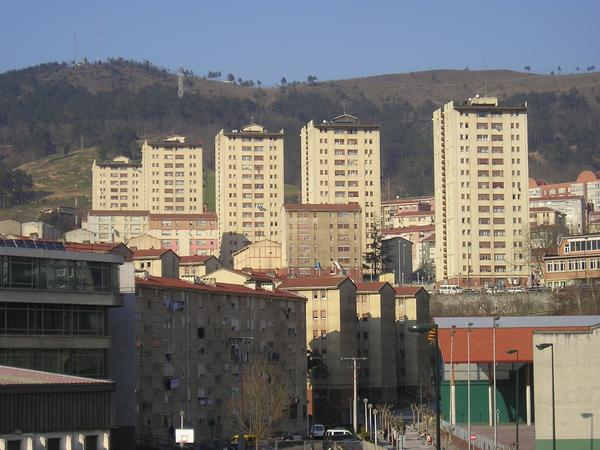
Torres de viviendas en Ocharcoaga.

### Proyecto de edificación de viviendas en Ocharcoaga
La Delegación del Ministerio de la Vivienda se puso en contacto con el Colegio Oficial de Arquitectos Vasco-Navarro (COAVN) para conformar un grupo de arquitectos que se encargase de llevar a cabo del Plan de Urgencia Social. Así, se crearon dos grupos: uno compuesto por arquitectos jóvenes, que se encargaría de levantar la barriada y otro, de veteranos, que se dedicaría a reformar los asentamientos periféricos ya existentes (muchas construcciones eran ilegales, mientras otras no contaban con luz, agua o saneamiento).
La apuesta por el grupo de arquitectos jóvenes fue impulsada por el entonces decano de la delegación de Vizcaya del COAVN, Ángel Gortazar, que valoró la importante influencia de las nuevas tendencias arquitectónicas en otros proyectos arquitectónicos destacables de la época (la casa consistorial de Toronto (Canadá), de Viljo Revell, y la Ópera de Sídney (Australia) de Jørn Utzon) y las innovadoras ideas de los arquitectos más jóvenes.
El grupo de jóvenes arquitectos encargados del diseño y ejecución del polígono de Ocharcoaga estaba compuesto por:
- Pedro Ispizua Uribarri (Escuela Técnica Superior de Arquitectura de Barcelona, 1954): director
- Fco, Javier Ispizua Uribarri (Escuela Técnica Superior de Arquitectura de Barcelona, 1954)
- Domingo Martín Enciso (Escuela Técnica Superior de Arquitectura de Madrid, 1957)
- Rufino Basañez (Escuela Técnica Superior de Arquitectura de Barcelona, 1957)
- Esteban Argárate (Escuela Técnica Superior de Arquitectura de Madrid, 1957)
- Julián Larrea (Escuela Técnica Superior de Arquitectura de Barcelona, 1957)
- Antonio Zalvide (Escuela Técnica Superior de Arquitectura de Madrid, 1957)
- Martín de la Torre (Escuela Técnica Superior de Arquitectura de Madrid, 1958)
- Javier Arístegui (Escuela Técnica Superior de Arquitectura de Madrid, 1958)
- José Antonio Cirión (Escuela Técnica Superior de Arquitectura de Madrid, 1958)

Posteriormente se unieron a este equipo: Luis Saloña (Escuela Técnica Superior de Arquitectura de Barcelona, 1953) y Juan de Madariaga (Escuela Técnica Superior de Arquitectura de Madrid, 1930). Este último hubo de exiliarse tras la Guerra Civil y a su vuelta se le prohibió ejercer su profesión, aunque hubo arquitectos dispuestos a firmar sus proyectos. Además, según sus propios compañeros, fueron las propuestas en planta de Juan Madariaga las más destacadas y funcionales. Se trataba además de un arquitecto muy experimentado, que en su exilio había trabajado con los impulsores de la arquitectura moderna mexicana.
Se trataban de jóvenes arquitectos impresionados con las diferentes experiencias europeas y americanas, especialmente con Le Corbusier y su Unidad habitacional o la Escuela de la Bauhaus, que abandonaban los ensanches de las ciudades y construían sin seguir una alineación en particular en el extrarradio de las ciudades. Otros eran alumnos de Francisco Javier Sáenz de Oiza y habían aprendido de las soluciones dadas en los barrios madrileños de Fuencarral, El Pozo del Tío Raimundo...
Asimismo, en el proyecto también participaron dos arquitectos del Ministerio de la Vivienda: Javier Sada de Quinto, que diseñó uno de los centros comerciales, y Luis Gana, autor de la iglesia del Santísimo Nombre de María.
La elección de Ocharcoaga recayó sobre el Jefe Nacional de la Obra Sindical del Hogar, Miguel Ángel García Lomas. Se estaba construyendo el nuevo acceso a Bilbao por Begoña y cada vez más industrias se ubicaban en los valles cercanos, con importantes núcleos como Echévarri, Galdácano o Basauri. Además se trataba de un lugar sin humos, soleado y rodeado por una importante vegetación. De este modo el nuevo polígono tendría el carácter de ciudad jardín reclamado por el ministro de Vivienda José Luis Arrese.
Los arquitectos fueron divididos en cinco grupos, entre los que se repartieron los bloques del polígono. Así, se expusieron las primeras maquetas y en 1959 el ministro Arrese viajó a la villa para comprar los terrenos en los que debía ubicarse el poblado de Ocharcoaga; el coste ascendió a 150 253 euros.

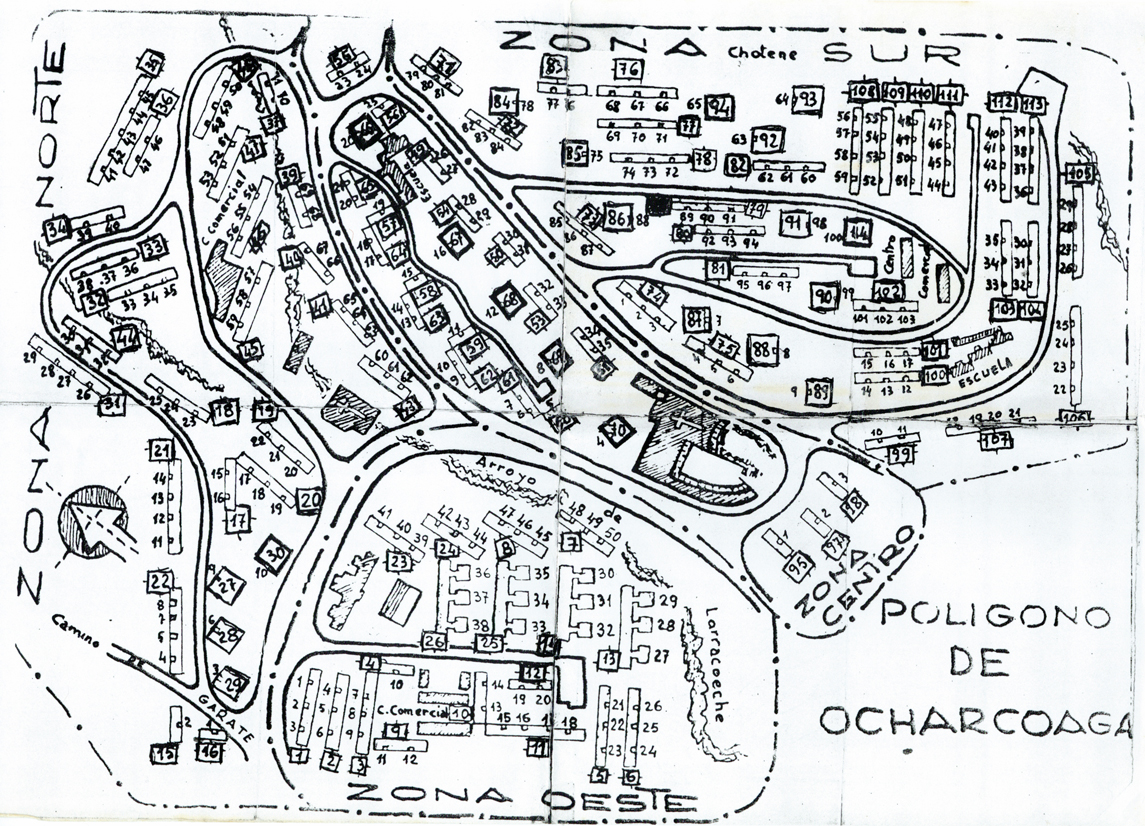
Plano del "Poblado dirigido de Ocharcoaga" con sus construcciones originales y los números de bloques y portales.

### Construcción del poblado dirigido de Ocharcoaga
En 1959 se inicia la construcción del entonces llamado poblado dirigido de Ocharcoaga, en el que participaron 7 constructoras españolas. En total se levantaron 3672 pisos, al margen de locales comerciales en los propios bloques de viviendas o en sus 3 centros comerciales, otras tantas escuelas, iglesias y edificios de servicios. Las viviendas se entregaron a partir de 1961 (ya con José María Martínez Sánchez-Arjona de Ministro de Vivienda) y dos años después, en 1963, el Instituto Nacional de la Vivienda transfirió la propiedad del poblado al Ayuntamiento de Bilbao (ese mismo año llegó la señal de la televisión al barrio). Además, por encargo del Ministerio de la Vivienda, el director Jordi Grau realizó un cortometraje sobre el desmantelamiento de los poblados chabolistas, la construcción de las viviendas y su entrega a los inquilinos. El documental, titulado "Ocharcoaga" fue mostrado al General Franco en una exhibición privada y no ha sido visionado por el público hasta 2008.
Con objeto de eliminar la infravivienda en la provincia de Vizcaya, el Ministerio de la Vivienda llegó incluso a proyectar años después la construcción de una nueva ciudad con capacidad para 150 000 habitantes en el Valle de Asúa, en las cercanías de Bilbao. Este proyecto no llegó a materializarse; en el de Ocharcoaga se esperaba que la población alcanzase las 18 000 personas. Por aquel entonces Bilbao tenía 290 000 habitantes, de los que 40 000 vivía en chabolas y 100 000 en pisos realquilados en los que tenían que compartir cocina o baño con otras familias.
En total se edificaron 114 bloques, entre ellos 8 torres de 15 plantas (las primeras torres de viviendas de Bilbao) y algunas viviendas unifamiliares (ya desaparecidas). Fue la primera vez en Bilbao en la que se dejó de rellenar los huecos que existían en el Ensanche para iniciar la construcción de polígonos de viviendas en la periferia. De acuerdo con las entrevistas realizadas en el libro "El poblado dirigido de Otxarkoaga", algunos arquitectos apostaron por no superar las 5 plantas en ninguno de los casos, postura que fue rechazada desde el Ministerio de la Vivienda, que apostaba por construir menos edificios pero en altura. Se debían construir viviendas funcionales con el menor gasto público posible, uno de los motivos por los que las obras de explanación del terreno fueron mínimas o incluso desde el Ministerio de la Vivienda se plantease que las viviendas no contaran con agua caliente.
El de Ocharcoaga fue un proyecto en el que se ensayaron nuevas técnicas de construcción rápida, entre otras el sistema "Fiorio" de construcción francesa por módulos prefabricados: de acuerdo con el arquitecto delegado del Ministerio de la Vivienda, Javier Sada de Quinto, y a modo de experimento de cara a futuros proyectos de vivienda pública, se levantó un bloque, ajeno al proyecto original, y empleando este sistema de construcción por módulos prefabricados.
Participaron 14 arquitectos (los 12 iniciales y otros 2 del Ministerio de la Vivienda), 1 ingeniero de caminos, 2 ingenieros industriales, 7 empresas constructoras y 5000 trabajadores. Fue la mayor obra de construcción ejecutada nunca en Bilbao. Los bloques de viviendas fueron levantados en un tiempo récord, 18 meses, incluso antes de urbanizar el terreno, cometiendo de este modo un grave error. Los apartamentos constan de cocina, sala de estar, tres habitaciones (existieron algunos de dos y cuatro habitaciones), terraza (originalmente abierta, ahora cerrada) y servicio, en el tamaño mínimo exigido por el Ministerio de la Vivienda para un piso.
En total los pisos se distribuyeron del siguiente modo:
- El 47,9 % de las viviendas cuenta con 3 dormitorios y 49,88 m².
- El 21,4 % de las viviendas cuenta con 3 dormitorios y 50,38 m².
- El 10,7 % de las viviendas cuenta con 3 dormitorios y 51,47 m².
- El 7 % de las viviendas cuenta con 3 dormitorios y 51,12 m².
- El 6,5 % de las viviendas cuenta con 4 dormitorios y 53,78 m².
- El 6,5 % de las viviendas cuenta con 2 dormitorios y 40,04 m².

Debido a la baja calidad de los materiales empleados, ya en 1963 aparecieron diversos problemas en las viviendas, principalmente humedades y goteras. Además, al haberse entregado las viviendas sin urbanizar el terreno, no existían aceras para llegar hasta la parada del autobús, jardines o zonas de aparcamiento, y se evacuaban las aguas residuales a través de fosos sépticos. Debido a los problemas de humedades se registraron fallecimientos por neumonía y se clausuraron las viviendas ubicadas en los bajos de los bloques.
En 1964, en el 27.º aniversario de la toma de Bilbao por las tropas franquistas en la Guerra Civil, el general Franco participó en la inauguración del Poblado Dirigido de Ocharcoaga.

### El derribo de las chabolas

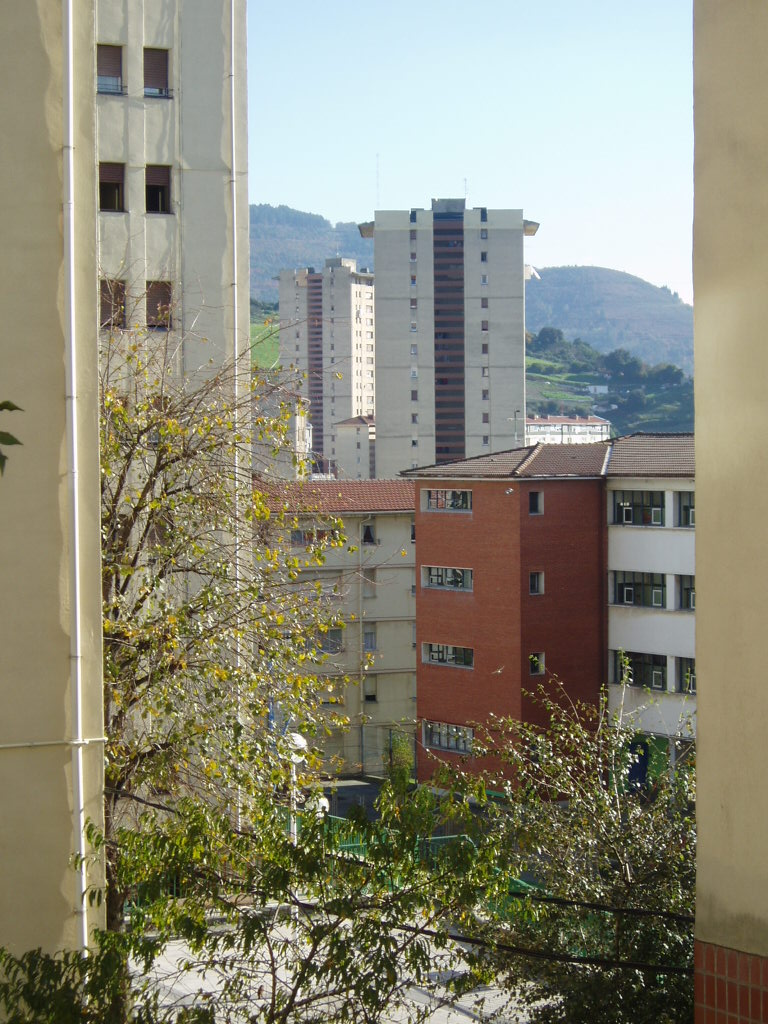
Vista parcial del barrio.

A base de dinamita y excavadoras, el ejército fue el encargado de ejecutar el plan de derribo de los poblados chabolistas. En total se derribaron 1589 chabolas y se trasladó a Ocharcoaga a 2155 familias.
En cuanto al realojo de los chabolistas, había quienes consideraban inadecuado concentrar en un mismo lugar a tal cantidad de personas provenientes de áreas rurales, ante el temor de que tardarían más tiempo en adaptarse a la vida urbana. También hubo quien propuso mezclar a estas personas con familias urbanas. Asimismo, otros arquitectos aventuraron que, la construcción de una barriada aislada para chabolistas iba a degenerar en un suburbio en el futuro.
Muchos chabolistas se mostraron reticentes a la hora de trasladarse al poblado debido a la cantidad de dinero y esfuerzo que habían invertido en sus chabolas. Por este motivo, la Dirección General de Seguridad del Gobierno Civil emprendió una campaña de concienciación de las ventajas de vivir en un piso, así como a educar en la vida en comunidad. Además, Ocharcoaga se convirtió en el modelo de urbanización de viviendas para el resto de promociones públicas de Vizcaya.

### Nuevas viviendas
Una vez levantada la promoción de viviendas original se construyeron las primeras viviendas de Arbolantxa y de 1973 a 1977 los edificios de Gárate, Aixe-Ona, nuevos edificios en Arbolantxa y ya en 1980 el grupo Makaldi. En total cerca de 730 nuevos pisos.
Además, en 1977 se levantaron las 656 viviendas de los bloques de la avenida Julián Gayarre que, si bien se encuentran en el barrio de Churdínaga, están próximos a Ocharcoaga. Estos bloques se construyeron con el objetivo de paliar los problemas de escasez de vivienda surgidos principalmente en los barrios bilbaínos de Ollargan y La Peña.

### Rehabilitación del barrio de Ocharcoaga
A finales de la década de los 70 se da un importante enfrentamiento entre la Asociación de Familias de Otxarkoaga y el Ayuntamiento de Bilbao, así como el Ministerio de Obras Públicas debido a las reclamaciones vecinales relativas a la rehabilitación del barrio. Así, en 1982 se llega a un convenio marco con el Instituto para la Promoción Pública de la Vivienda y en 1986 se firma un acuerdo tripartito con entre esta institución, el Gobierno Vasco y el Ayuntamiento de Bilbao. Finalmente se invirtieron 30,21 millones de euros para solucionar los problemas que padecía el barrio, cuyas labores de reparación se calificaron de urgentes e inaplazables.
Los principales problemas detectados fueron:
- Humedades generalizadas como consecuencia de deficiencias en el sistema constructivo y mala calidad de los materiales.
- Humedades por condensación debido a la escasa protección térmica del cerramiento, la pésima carpintería exterior y la baja altura de los techos. Hay que apuntar además que aún siendo unas viviendas pequeñas el número de personas que componía el núcleo familiar era superior al habitual, con lo que el volumen de aire interior era inferior.
- Las ventanas y puertas en mal estado permitían la filtración de agua y aire del exterior.
- Diversas deficiencias en las cubiertas: tejas de muy mala calidad (algunas mal colocadas), remates de chimeneas rotos...
- Deficiencias en las cámaras sanitarias.
- Importantes problemas estructurales debido a la baja cualificación de la mano de obra empleada.

Una vez realizado el diagnóstico, se procede al aislamiento e impermeabilización de la fachada, instalación de conductos de ventilación para evitar la condensación, cambio de ventanas, reparación completa de las cubiertas, saneamiento de las cámaras sanitarias, reparación de los forjados de planta baja y posterior aislamiento, instalación de refuerzos en diversas vigas y pilares deteriorados, reforma de la red eléctrica, televisión y teléfono, y nueva red de saneamiento, hidrantes y alumbrado público.
A la rehabilitación de las viviendas le siguió la urbanización del barrio con un coste de cerca de 10,38 millones de euros. En 1984 se dio el primer paso con la urbanización de la entonces llamada plaza Arrese (en recuerdo del bilbaíno Ministro de Vivienda José Luis Arrese), ahora plaza Ugarte, por su proximidad con la calle homónima, con un coste de 170 000 euros.
La necesidad de equipamientos culturales es otro caballo de batalla del movimiento vecinal. De este modo, en 1978 la Asociación de Familias de Otxarkoaga ocupó los antiguos locales de los sindicatos verticales. En 1982 se llega a un acuerdo con el Ayuntamiento de Bilbao por él se desahuciaba a la Asociación de dichos locales que, junto con el antiguo cine, se remodelan en 1986. En 1984 el Área de Cultura municipal reabre los locales ante la demanda de la Asociación vecinal. Tras las obras de remodelación, el 5 de mayo de 1987, con un coste de 363 000 euros, se inaugura el primer centro cívico de Bilbao.
En 1985 el Ayuntamiento de Bilbao, acepta una propuesta de instalaciones deportivas promovida por la Asociación de Familias construyéndose un frontón de largo polivalente con pistas de baloncesto y balonmano y frontón de mano y bolera santanderina de bolo palma. Quedando pendiente la construcción de un pabellón polideportivo, en la vaguada de la zona oeste (hoy día Lozoño). El coste del proyecto ascendió a 377 628 euros.
En esta época, con la proliferación de creación de radios libres en el País Vasco, comienza a emitir Otsasko Irratia desde los locales parroquiales en diciembre de 1985. La emisora, en la que participaban de 20 a 30 personas, emitía en el 106 de la FM.

### Decadencia del barrio

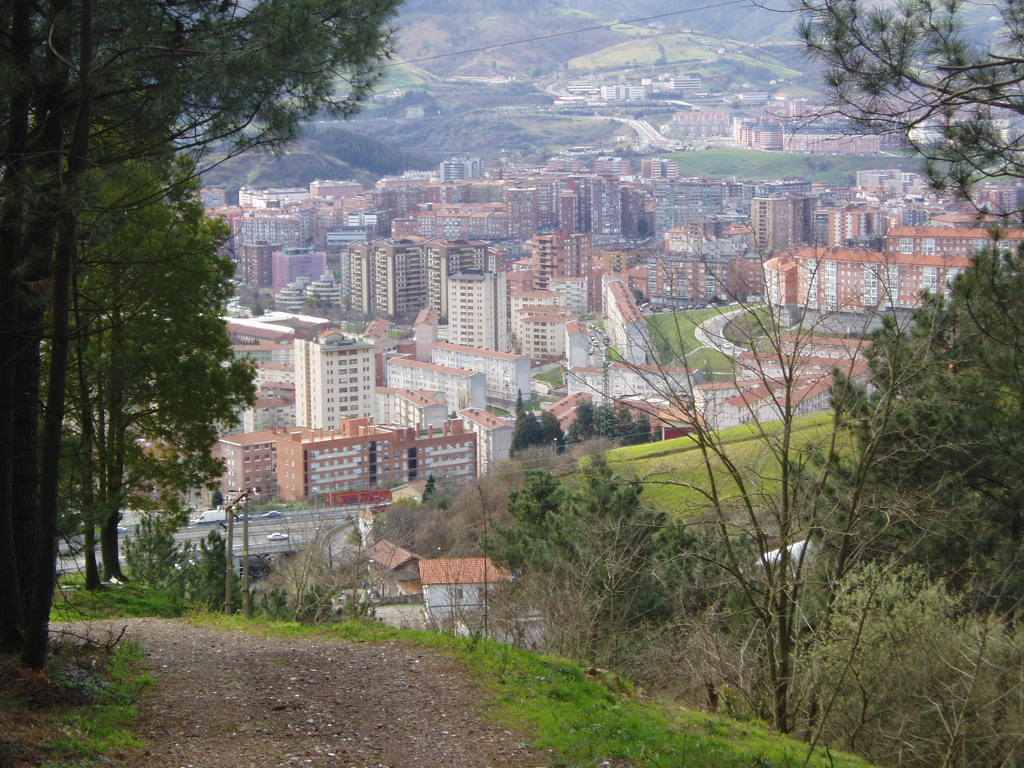
Vista general de Ocharcoaga junto a los vecinos barrios de Churdínaga y Santuchu.

Para el resto de los bilbaínos, Ocharcoaga quedó marcada desde un principio por ser un barrio construido para trabajadores inmigrantes y chabolistas, esta última una realidad que la ciudad no mostraba al exterior, y por estar construido muy lejos de la ciudad. Por aquel entonces mediaban las campas de Churdínaga entre el nuevo barrio y los últimos edificios del núcleo urbano de Bilbao.
En la década de los años 80 e inicios de los 90 Ocharcoaga, y por extensión Churdínaga, se convirtieron en un importante centro de la venta y consumo de drogas en Vizcaya, si bien en aquella época la mayoría de intervenciones ocurrían en Bilbao La Vieja. Se multiplicaron las familias dedicadas al menudeo de droga, la contestación de los vecinos en forma de patrullas ciudadanas y manifestaciones, y el número de personas que, en consonancia con la tendencia general en aquella época de crisis económica, caían en el consumo de la heroína. Asimismo, tanto en el barrio de Ocharcoaga, como en Churdínaga y otras zonas de Bilbao como Matico se sucedieron atentados de ETA contra personas que supuestamente se dedicaban al narcotráfico.
Se estima que 450 jóvenes vecinos de Ocharcoaga fallecieron en esta época víctimas del consumo de heroína.
Aspectos como el del tráfico de drogas, unidos a la diversidad étnica de los habitantes de Ocharcoaga, han generado una mala imagen del barrio en el resto de Bilbao. Por este motivo, entre otras consecuencias, muchos adjudicatarios de viviendas sociales en Ocharcoaga las rechazan. En cualquier caso, hoy en día Ocharcoaga es el barrio de Bilbao en el que menos delitos se producen.

### Regeneración de Ocharcoaga

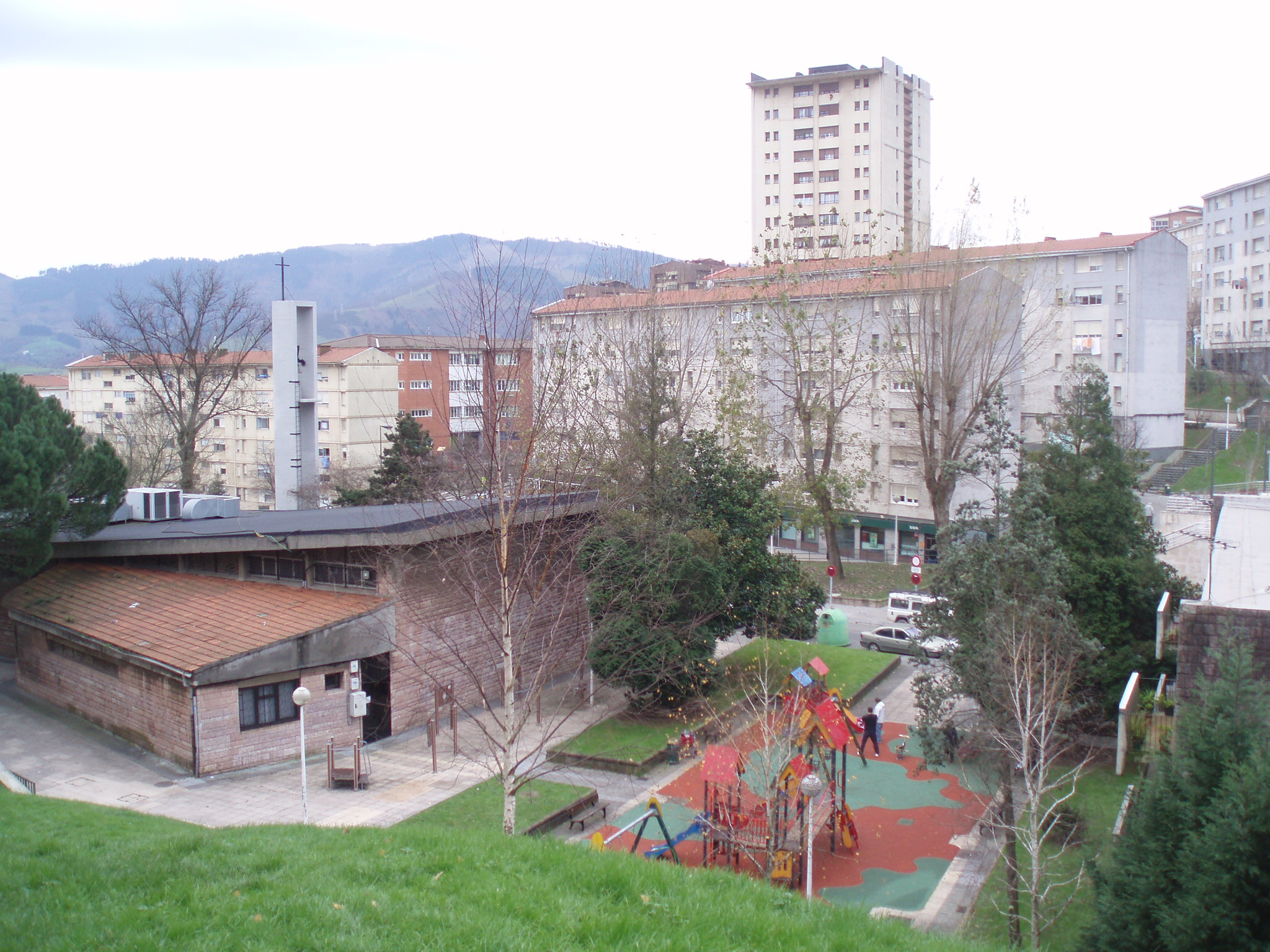
Área de juegos infantiles y para personas mayores detrás de la iglesia Santos Justo y Pastor de Ocharcoaga, uno de los ejemplos de la rehabilitación urbanística del barrio.

En los años 90 Viviendas Municipales ofreció a sus inquilinos la posibilidad de adquirir sus viviendas; años más tarde se tomó una decisión similar con los locales comerciales. Al reducirse el número de viviendas en alquiler ha aumentado el número de demandantes, vecinos de Ocharcoaga, que una vez emancipados desean seguir viviendo en el barrio. Un problema de especial relevancia para los vecinos de etnia gitana, abundantes en Ocharcoaga, en cuyas familias la proximidad de los diferentes núcleos es muy importante. De este modo, se han dado casos en los que los miembros de una familia, aun casados y con hijos, no abandonan el domicilio familiar por no adjudicárseles una vivienda en el barrio.
El Ayuntamiento de Bilbao, impulsado por la Asociación de Familias de Ocharcoaga, ha reurbanizado completamente el barrio, dotando de una mayor iluminación, jardines, nuevo mobiliario urbano, aceras y calles correctamente asfaltadas. Una labor de regeneración urbana que ha durado hasta 2005. Además existe un programa en ejecución para dotar de ascensores a los bloques del barrio y también se ha propuesto habilitar como trasteros las viviendas clausuradas en los bajos de los edificios. Asimismo, y debido a que ningún bloque de viviendas del poblado original disponía de aparcamiento, se ha construido un aparcamiento subterráneo, de 97 plazas y dos plantas, en la plaza Ugarte para paliar los problemas de estacionamiento, a pesar de lo cual sigue siendo uno de los barrios con más problemas de aparcamiento. El planteamiento original para la rehabilitación de Ocharcoaga ubicaba la construcción de este aparcamiento en la intersección de las calles Zizeruena y Ugarte, emplazamiento en el que actualmente existen unos jardines y unas plazas de aparcamiento en superficie y que finalmente se desechó.
Se siguen celebrando foros para mejorar las condiciones del barrio, como Imagina Otxarkoaga liderado desde Bilbao Ekintza, en 2008.

### Ocharcoaga hoy
La sociedad Viviendas Municipales cuenta en la actualidad con casi 1300 viviendas en alquiler en Ocharcoaga. Esta situación, sumando todo el parque municipal, convierte al Ayuntamiento de Bilbao en el consistorio español con un mayor parque municipal de viviendas.
Hoy en día Ocharcoaga es uno de los barrios bilbaínos con menos población extranjera. Así, solo el 5 % de los foráneos residentes en Bilbao lo hacen en el distrito 3 Ocharcoaga-Churdínaga.

#### 50.º aniversario
En octubre de 2011 la Asociación de Familias de Otxarkoaga (AFO) organizó los actos de celebración del 50.º aniversario de la construcción del barrio de Ocharcoaga. La organización vecinal presentó el documental "Otxarkoaga, el nacimiento de un nuevo Bilbao", que resume las causas de la construcción de esta barriada, su construcción, con imágenes inéditas, y las diferentes luchas que ha protagonizado la AFO. El DVD, que contiene el documental (de 12 minutos), en euskera y castellano, fue repartido de forma gratuita entre los asistentes a los actos y los vecinos del barrio. El disco contiene diverso material extra: entrevista a Cristóbal Rivera, miembro de la Asociación de Familias de Otxarkoaga, que explica las causas de la realización del documental y su visión sobre el barrio y la creación de la AFO; entrevista a Luis Bilbao Larrondo, autor del libro "El poblado dirigido de Otxarkoaga", que específica los aspectos técnicos de la construcción del barrio; y un coloquio entre algunos moradores del barrio, que se centra parcialmente en la situación de la lengua vasca en el barrio. Asimismo, el centro cívico de Ocharcoaga (antiguo cine Ocharcoaga) acogió una exposición de planos y fotografías antiguas del barrio y se celebró una conferencia a cargo de Carlos Sambricio Rivera-Echegaray (profesor de Historia de la Arquitectura y catedrático de la Escuela Técnica Superior de Arquitectura de Madrid) y el historiador Luis Bilbao Larrondo, sobre la política de vivienda del Estado en las décadas de 1940 y 1950.

### 25.º aniversario del Centro cívico
En el año 2012, el centro cívico del barrio cumple 25 años. La Asociación Tendel y el Ayuntamiento de Bilbao han realizado una serie de actos para conmemorar este día
Las actividades que se realizaron.
10 de mayo a las 19:30 h. Mesa redonda. Con Mikel Toral (primer director del Centro cívico), Fernando Martin(actual director del centro) y Cristina Conde como representante de las Asociaciones del barrio)
11 de mayo a las 19:30 h. Gala aniversario.
12 de mayo a las 12:00 h. Juegos infantiles (Plaza Ángela Arregi)
Hay que recordar que el centro cívico de Otxarkoaga fue el primer centro inaugurado en Bilbao y sigue siendo un modelo a seguir en toda ciudad

### Nuevos tiempos
En el año 2008 el Ayuntamiento pone en marcha el proyecto "Imagina Otxarkoaga", un plan comunitario con el que se pretende trabajar por primera vez la regeneración social del barrio, dejando en un segundo plano lo "urbanístico”. Este plan impulsado por el Ayuntamiento es asumido con entusiasmo por El Barrio, y sobre las Asociaciones Vecinales. De este plan saldría diferentes acciones que se llevaran a cabo en el Barrio en los próximos años. Por primera vez, desde las Asociaciones vecinales se plantea la necesidad de transformar el Barrio, pero no desde el enfrentamiento con las instituciones, sino haciendo partícipes a las mismas instituciones de la importancia de trabajar en colaboración con una meta común: Mejorar Otxarkoaga. Fruto de ese trabajo, se ha logrado de nuevo una activación social del barrio, muy parecida a los años dorados de los 80. Así las fiestas del barrio, las Jornadas Infantiles, actos que había decaído en los últimos tiempos vuelven a ser eventos muy fuertes e importantes en El Barrio. 
Además se crean nuevos elementos culturales y sociales que impulsan la cultura y es aspecto social como son:
•	“los premios Go, Premios otorgados por la Asociación TENDEL como un espacio para reconocer la entidades y personas del barrio
•	 Otxarmetraje: concurso de cortos que organiza la Asociación TULAR, con un elemento de mejorar la imagen barrio
•	“Aullidos de Otxar: grupo de teatro formado por vecinos del barrio, que cuentan la historia del barrio desde una visión comunitaria.
•	CD Otxartabe, equipo de fútbol sala, que ha logrado alcanzar la Segunda División B, siendo el único equipo de la ciudad en esa categoría, representando a todo Bilbao.
El plan "imagina Otxarkoaga", tiene su continuidad dentro del plan "YO CON OTXAR", donde se vuelve a incidir en los aspectos sociales del barrio. Aun así Otxarkoaga sigue teniendo algunos problemas sociales difíciles de solucionar desde una perspectiva local. 
La situación educativa del barrio es alarmante. Las familias dejan de confiar en los colegios del barrio, habiendo un éxodo diario de infancia y juventud. Los colegios de Otxarkoaga se han convertido en pequeños "Guetos" siendo el alumnado en un 90 % compuesto por alumno gitano, y emigrante. Esto supone un bajón en el nivel educativo de los colegios de primaria del barrio, y se conviertan en colegios de "Mínimos", dedicándose a intentar paliar las carencias que tienen los menores en casa, como pueden ser "alimentación”, o convertirse en "referentes positivos", es una educación donde prima mas lo personal que el conocimiento. Desgraciadamente, a pesar de la labor de estos centros, no todos los menores consiguen asumir estos principios que son los potenciados. Por eso surge un problema en El Barrio a principios del año 2010. Estos jóvenes llegan a los centros de secundaria con unos perfiles muy dañados. A pesar de que los dos centros de secundaria de la zona (Artabe y Centro Formativo Otxarkoaga", crean programas específicos para ellos, algunos son ya irrecuperables. Esto supone en el Barrio un aumento de la sensación de inseguridad, surgen conflictos con estos menores que roban a las personas mayores y en los domicilios. Esta situación es denunciada por los propios vecinos y por la entidades sociales. Se pide una mayor presencia policial y una inversión en los programas educativos del barrio. Las dos demandas no son atendidas, y desgraciadamente en enero de 2018 se produce el asesinato de dos ancianos en su casa por parte de dos menores. El barrio sale a la calle para denunciar el abandono que tienen estos menores. Son más de 5000 personas las que toman las calles en una noche lluviosa y que ha pasado a la historia del barrio. Los vecinos reclaman una mesa interinstitucional entre Ayuntamiento, Diputación Foral y Gobierno Vasco. El Ayuntamiento, decide en ese momento responder y ponerse de frente. Tras varias reuniones, el alcalde Juan Mari Aburto, asume el compromiso de dar una respuesta a la realidad del barrio, con una propuesta de 18 puntos que abarcan todos los aspectos del barrio, tanto sociales, culturales como urbanísticos.
En el año 2018, Viviendas Municipales de Bilbao y el gobierno vasco aprueban la peusta en marcha de un programa denominado “Otxar Urban Lan” se trata de un laboratorio de investigación sobre regeneración urbana
El bautizado como 'Otxar Urban Lab', situado en la antigua guardería de la BBK, es una iniciativa, la primera de estas características en Euskadi, que se enmarca en el macroproyecto emprendido por Viviendas Municipales y el Departamento vasco de Vivienda para rehabilitar calles y edificios de la zona. En total, el presupuesto asciende a más de 7 millones de euros.

## Caso de estudio
Por su historia, urbanismo, problemas sociales que ha padecido o las luchas vecinales que ha llevado a cabo, Ocharcoaga es caso de estudio ocasional para diversas iniciativas culturales y sociales.
En 2009, el Centre de Cultura Contemporània de Barcelona (CCCB) organizó una exposición sobre las películas que en la década de los 80 narraron las hazañas de delincuentes conocidos titulada "Quinquis de los 80". Si bien la exposición no reseñaba a ningún maleante que tuviese su origen en el barrio, presentó a Ocharcoaga como uno de los ejemplos de entorno urbanística y socieconómicamente problemático que podría generar actitudes socialmente rechazabales, como la de la delincuencia juvenil, objeto de estudio de la exposición. La relación entre Ocharcoaga y la llamada "cultura quinqui" señalada en esta exposición generó la reacción contraria de algunos vecinos del barrio, que reprocharon a los organizadores no conocer el pasado y realidad actual del barrio.
A finales de 2009 el Centro de Recursos Medioambientales de San Sebastián (Guipúzcoa), en colaboración con el organismo impulsor de la candidatura de la capital guipuzcoana a capital cultural europea en 2016 y el Colegio Oficial de Arquitectos Vasco-Navarro organizó un ciclo de proyecciones y debates acerca del futuro de las ciudades. Esta exposición dedicó una sala al barrio de Ocharcoaga en la que se proyectó la película propagandística de Jordi Grau que contó con un análisis crítico de un historiador y un miembro de la Asociación de Familias de Otxarkoaga (AFO).
En noviembre de este mismo año el centro cívico del barrio acogió, organizado por la Asociación de Familias de Otxarkoaga (AFO) y el Ayuntamiento de Bilbao, dos exposiciones acerca de los documentos gráficos de las luchas vecinales en la época del franquismo y sobre el año 1976 en el que se decidió el futuro del barrio, una época en la que se debatió entre rehabilitar el polígono o derruirlo.
Además, en marzo de 2009 el programa "Objetivo Euskadi" de ETB2 eligió el barrio de Ocharcoaga, junto con el de Abechuco en Vitoria y Neguri en Guecho para ilustrar un reportaje acerca de barrios vascos con una importante personalidad propia.

## Lugares de interés

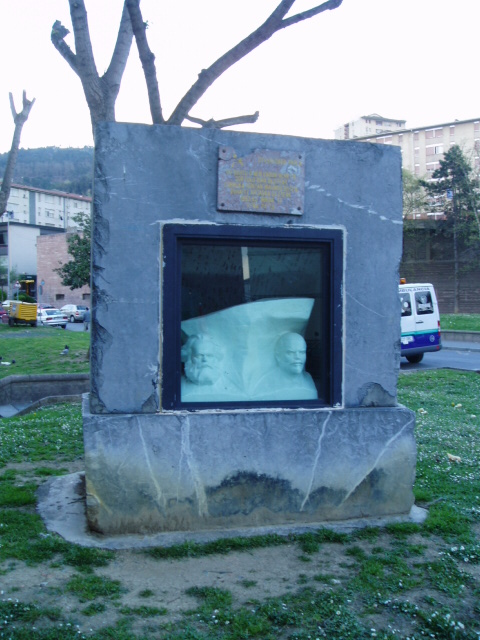
Monumento a Karl Marx (izquierda) y Vladimir Lenin (derecha) en el barrio de Ocharcoaga.

El barrio de Ocharcoaga se encuentra fuera de los rutas turísticas de Bilbao. En cualquier caso, la propia arquitectura de los bloques originales puede ser atractiva para personas interesadas en las construcciones de la época desarrollista española, así como en el modo de vida de los años 60 y 70. En 2008 Rufino Basañez, Julián Larrea y Esteban Gárate fueron galardonados con el Premio Viviendas Municipales de Bilbao por su participación, entre otros proyectos, en la construcción del polígono de Ocharcoaga.

### Bustos de Marx y Lenin
Ocharcoaga cuenta con un monumento en honor a Karl Marx y Vladimir Lenin en la plaza Kepa Enbeita "Urretxindorra". Los bustos de Karl Marx y Vladimir Lenin, de 6 kg de peso, se encontraban en la embajada de la URSS en Madrid tras la caída del muro de Berlín y, después, la desaparición de la URSS, la escultura fue donada a la Asociación de Vecinos de Parla "La Solidaridad" que no consiguió autorización del Ayuntamiento de Parla para instalarla en su municipio. El Colectivo de jóvenes de Otxarkoaga, PEÑA PA ...YA., tras la retirada de una gigantesca estatua de Lenin en Bucarest en 1990, solicitó a la embajada rumana su donación para instalarla en Otxarkoaga. 
La embajada dio el silencio por respuesta, pero los vecinos de Parla ofrecieron la suya. Tras los correspondientes preparativos. El monumento fue inaugurado el 17 de octubre de 1993, precedido de una serie de charlas sobre marxismo y activismos social durante la primera quincena del mes. Además se organizó un festival de música con Silvio Rodríguez en el Pabellón de la Casilla de Bilbao.
Coincidiendo con esta fecha, anualmente se celebra en la misma época una jornada festiva y reivindicativa denominada "Lenin Eguna" ("Día de Lenin", en euskera).
Una fotografía que el artista guipuzcoano Asier Mendizábal tomó en 2007 a este monumento, titulada "Otxarkoaga M-L" ha sido expuesta en el Museo de Arte Contemporáneo de Barcelona (MACBA).
Este monumento a Karl Marx y Vladimir Lenin ha sido objeto de actos vandálicos hasta el punto de que en una ocasión la urna en la que se encuentran las esculturas apareció tiroteada. Asimismo, durante un tiempo el busto del dirigente de ETA muerto en un enfrentamiento armado con la Guardia Civil, Txabi Etxebarrieta, ocupó el espacio que hoy ocupa el busto de Vladimir Lenin; funcionarios del Ayuntamiento de Bilbao retiraron ambos bustos en 2004 tras una denuncia del colectivo Basta Ya.
La colocación de los bustos de Marx y Lenin vino precedida de un primer intento de levantar una estatua en honor a Vladimir Lenin. Como consecuencia de la Revolución rumana de 1989, en marzo de 1990 se retiró la estatua del revolucionario bolchevique frente a la Casa de la Prensa Libre, de Bucarest. Una vez conocidos los hechos, la comparsa Pa-Ya envió un telegrama al Gobierno de Rumanía para solicitar la donación del monumento para su posterior erección en Ocharcoaga, sin que finalmente el traslado se llegase a materializar.

## Zonas verdes

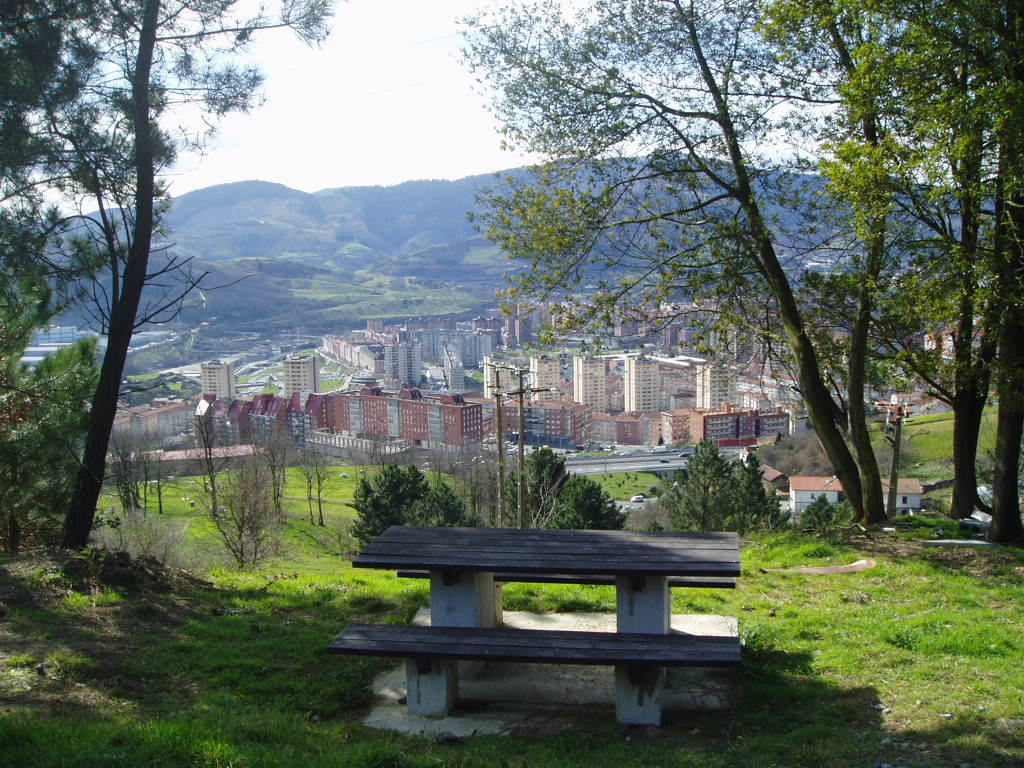
Vista de Ocharcoaga desde las mesas dispuestas en la falda del Monte Avril.

La promoción original de Ocharcoaga contaba con 172 273 m² de zonas verdes, más que el vecino parque de Europa. No obstante, estas zonas verdes, en vez de estar concentradas y constituir parques, estaban repartidas por todo el polígono a modo de pequeños jardines, zonas intransitables debido a los desniveles, y diversos espacios que posteriormente se han adaptado a las necesidades del barrio (por ejemplo, para aparcar). La mayor zona verde se encuentra entre los bloques de viviendas de Makaldi y el límite con el barrio de Churdínaga. Además, en 2009 se inauguró el parque de Irumineta, con 35 000 m².
Entre los jardines de Ocharcoaga destaca la zona trasera de la plaza Kepa Enbeita "Urretxindorra", con juegos infantiles y para personas de la tercera edad, así como la zona recién urbanizada del talud de Ocharcoaga, que hace frontera con Churdínaga. Este proyecto, obra del estudio ACXT, ha sido objeto de reconocimiento por parte de medios especializados, incluso internacionales.
Además, desde Ocharcoaga se puede ascender hacia el Monte Avril, en el que se ubican diversos merenderos desde los que se observa una vista privilegiada del noroeste de Bilbao. Desde algunos puntos incluso se observa el Mar Cantábrico.

## Curiosidades
- La fábrica Ocharpan, ya desaparecida, se dedicó entre otra labores, a la producción del dónut de forma exclusiva para toda Vizcaya. La empresa, fundada por los hermanos Gorrochategui en 1961 y clausurada en 1984, llegó a tener cerca de 100 trabajadores y a fabricar más de 12 000 barras diarias.[9]
- La única peña del Real Madrid en Bilbao y una de las pocas de Vizcaya se encuentra en este barrio.
- El candidato a Lehendakari por el PSE-EE Francisco Javier López anunció durante la campaña para las elecciones al Parlamento Vasco de 2009, que deseaba que fuesen vecinos de Ocharcoaga los primeros en visitarle en Ajuria Enea, una vez fuese investido en el cargo.[42]
- Los nombres de las calles de Ocharcoaga toman su nombre de la denominación que tenían los antiguos caseríos de la zona, según un plano de 1927. En 1996 el barrio dejó de organizarse en bloques para tomar sus vías los nombres de Zizeruena, Larratundu, Larrakoetxe, Langaran, Txotena, Irumineta y Lozoño.

## Servicios

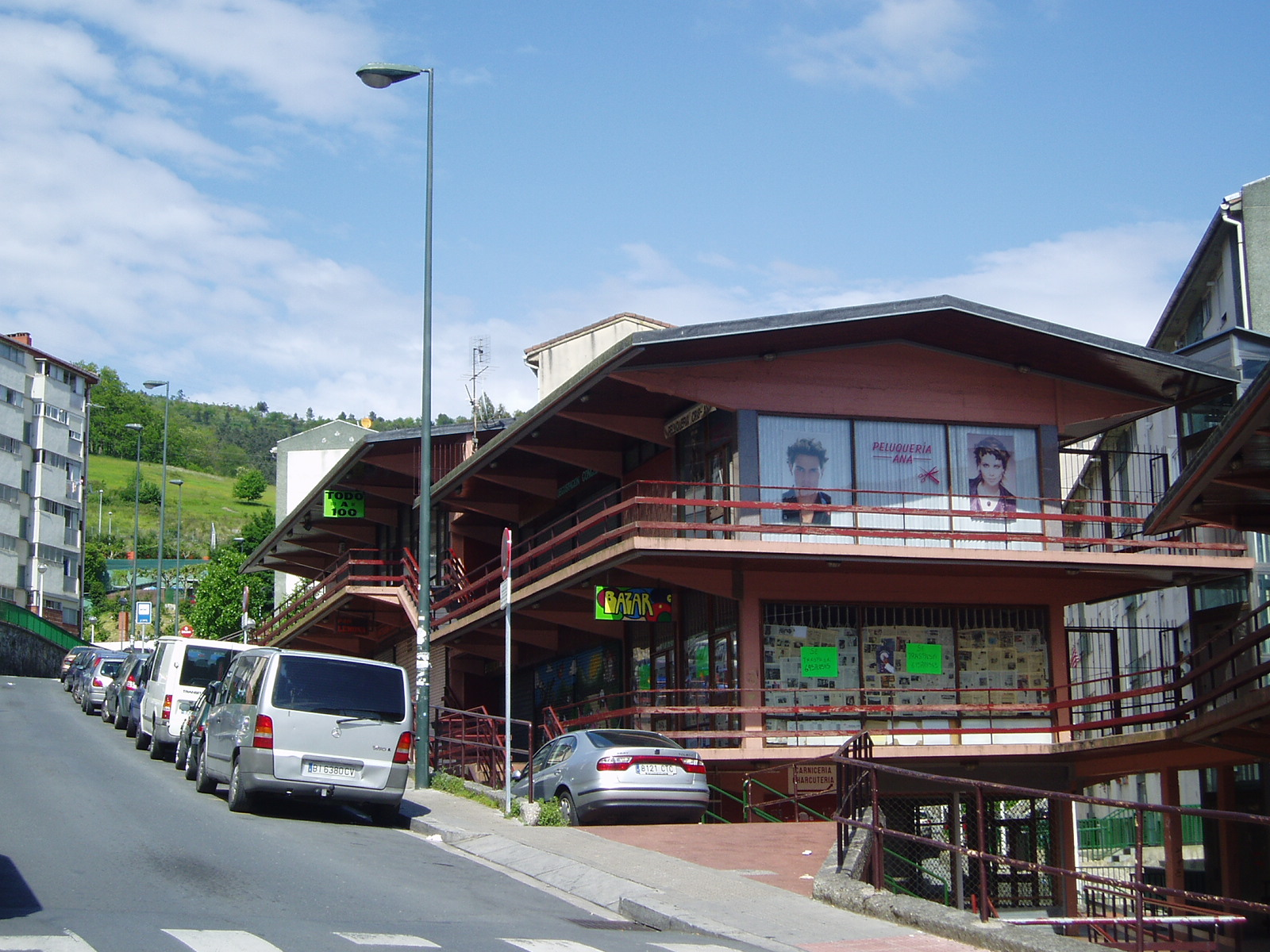
Uno de los centros comerciales de Ocharcoaga.

### Bancos y cajas de ahorro
- Bilbao Bizkaia Kutxa: (Ahora Kutxabank) Plaza Kepa Enbeita "Urretxindorra".

Ocharcoaga cuenta, desde 1966, con su propia entidad de previsión social, denominada Mutualidad de Otxarkoaga. En 2009 el Ayuntamiento de Bilbao editó un libro que repasa los 40 años de la mutualidad: "40 años de vida de la Mutualidad (1966-2006); Un recorrido por la historia de Otxarkoaga".

### Comercio
La urbanización original de Ocharcoaga incluye tres centros comerciales (pequeños edificios compuestos solo de locales comerciales) repartidos en todo el barrio. Hoy en día el comercio del barrio se concentra principalmente en el centro comercial de la calle Zizeruena (popularmente conocido como "El chino") y el mercado de abastos. En general se trata de tiendas de artículos de primera necesidad y suman cerca de 200 establecimientos. Se trata de la menor densidad comercial de la villa y su número está decrediendo.
El supermercado ubicado en "El chino" es heredero de la antigua cooperativa de consumo de la fábrica de Echevarría, ya desaparecida.
Los comerciantes del barrio están agrupados en la Asociación de Comerciantes de Otxarkoaga.
Desde el traslado de la oficina de Correos al barrio contiguo de Churdínaga, Ocharcoaga carece de este servicio.

### Culto

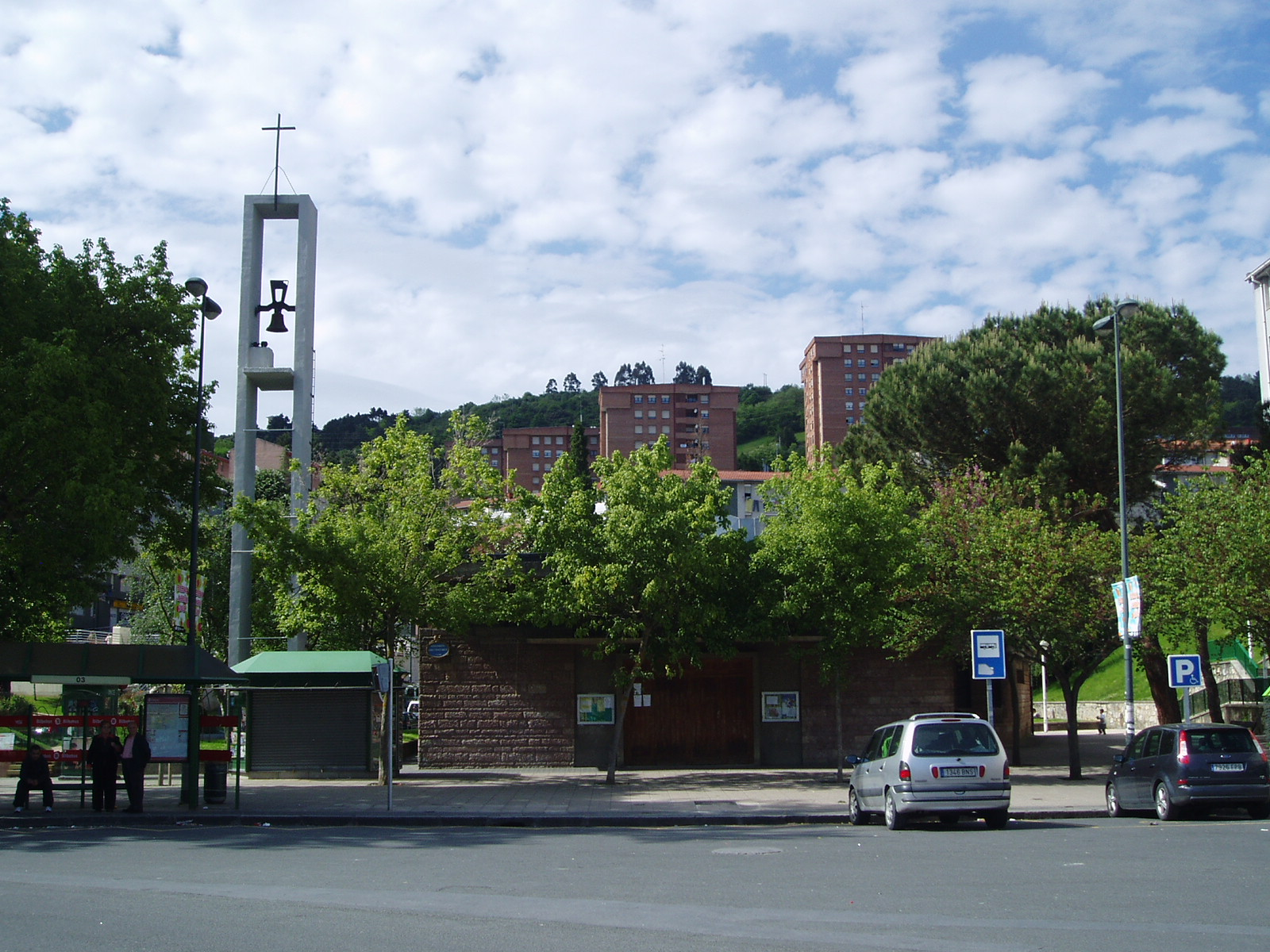
Iglesia Santos Justo y Pastor en la plaza Kepa Enbeita "Urretxindorra". Al fondo, bloques de viviendas de Aixe-Ona.

Hasta 2008 Ocharcoaga contaba con dos iglesias, la de Santos Justo y Pastor y Santísimo Nombre de María. La primera ubicada en la plaza Kepa Enbeita "Urretxindorra" y la segunda en el edificio del mercado. Originalmente, las dos iglesias y las casas de sus curas eran propiedad del Ayuntamiento de Bilbao, aunque las gestionaba el Obispado de Bilbao. A finales de 2008 la iglesia de Santísimo Nombre de María se desacralizó y el Ayuntamiento de Bilbao emprendió las reformas necesarias para darle un uso distinto al religioso. Al mismo tiempo, el Obispado adquirió en propiedad el inmueble de la iglesia de Santos Justo y Pastor y las dos viviendas curales por algo más de 800 000 euros.
El templo de Santos Justo y Pastor fue diseñado por el arquitecto director Pedro Ispizua -su único proyecto- y constituye una copia de otro templo visto en una revista europea, una tendencia habitual en la época a la hora de diseñar edificios modernos.
En los bloques de viviendas de Aixe Ona existe también un templo de los Testigos de Jehová.

### Cultura
Ocharcoaga cuenta con el primer centro cívico de Bilbao, inaugurado en 1987. El centro tiene biblioteca, sala de exposiciones, salón de actos, gimnasio, sala de reuniones, sala de trabajo para asociaciones, área infantil y joven, y sala de ordenadores. Además, la disposición de la iglesia del Sagrado Nombre de María para usos ciudadanos ha sumado 800 m² al centro, lo que permitirá abastecer mejor la alta demanda de uso y organización de actividades de este centro cívico.
El 4 de abril de 1964 se abrió el cine de Ocharcoaga, ya desaparecido, en el actual centro cívico, con la película "Tres sargentos". Tres años después, en 1967, abrió sus puertas la biblioteca. Este centro está hermanado con la biblioteca Rubén Darío de León (Nicaragua), a la que ha donado 200 libros
El edificio del centro cívico fue diseñado por el arquitecto del Ministerio de la Vivienda, Luis Gana.

### Deporte
El barrio no dispone de polideportivo aunque sí existen diversas canchas para practicar deportes. El Club Deportivo Ocharcoaga (fundado en 1963) juega en los campos de fútbol de Ibarsusi, en el vecino barrio de Churdínaga.
Además de una gran tradición al boxeo, donde ha habido grandes representantes del barrio. Entre los dol últimos Andoni Gago y Naiara Olmedo 
El baloncesto también ha sido uno de los deportes más importantes del barrio.
En los últimos años, el futbol sala ha sido también un deporte muy destacado. Gracias al CD Otxartabe, equipo que se ha convertido en referencia a nivel de Euskadi con representación en Segunda División B, y participando varios años en la Copa del Rey

### Educación

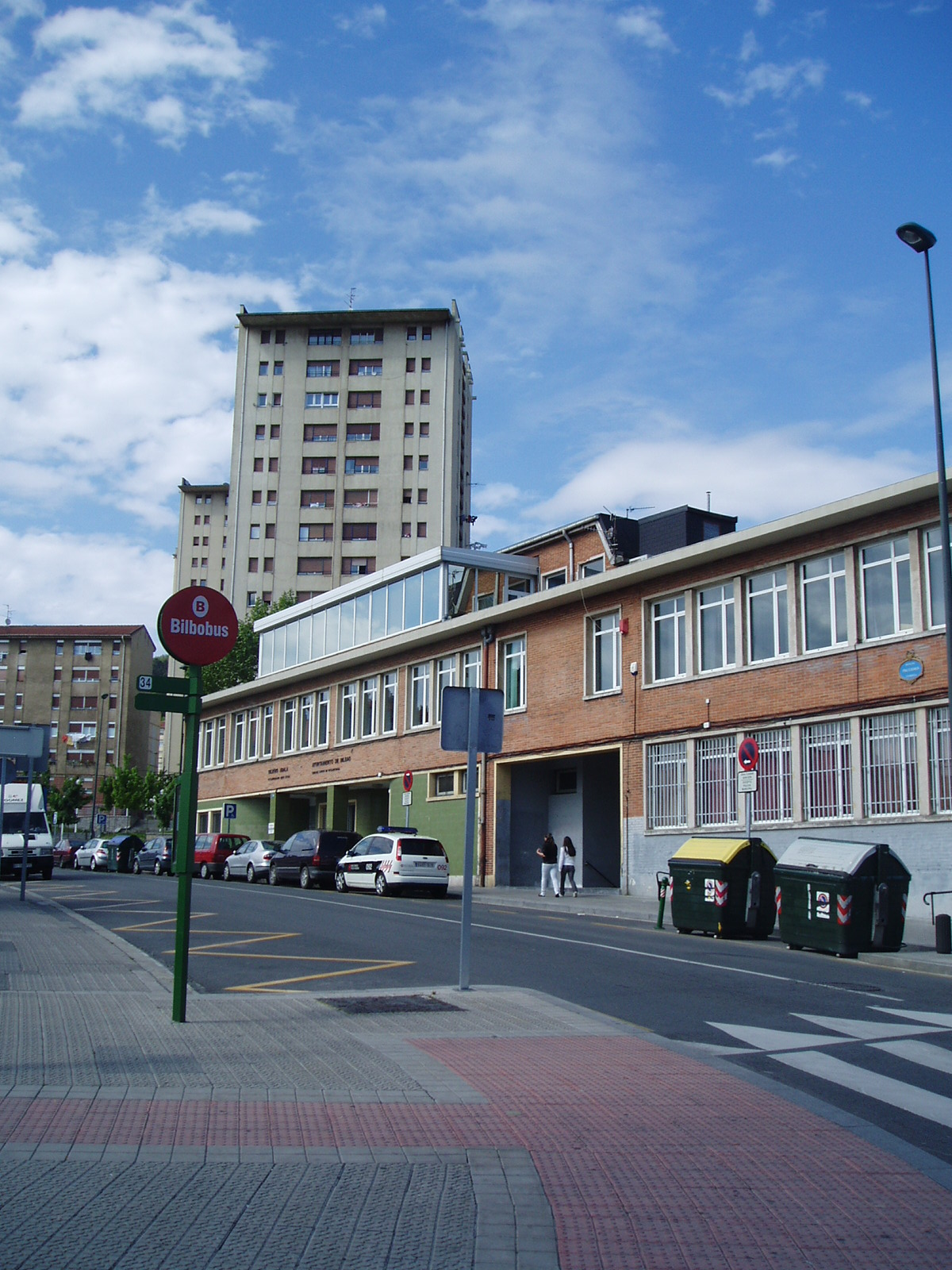
Centro cívico de Ocharcoaga.

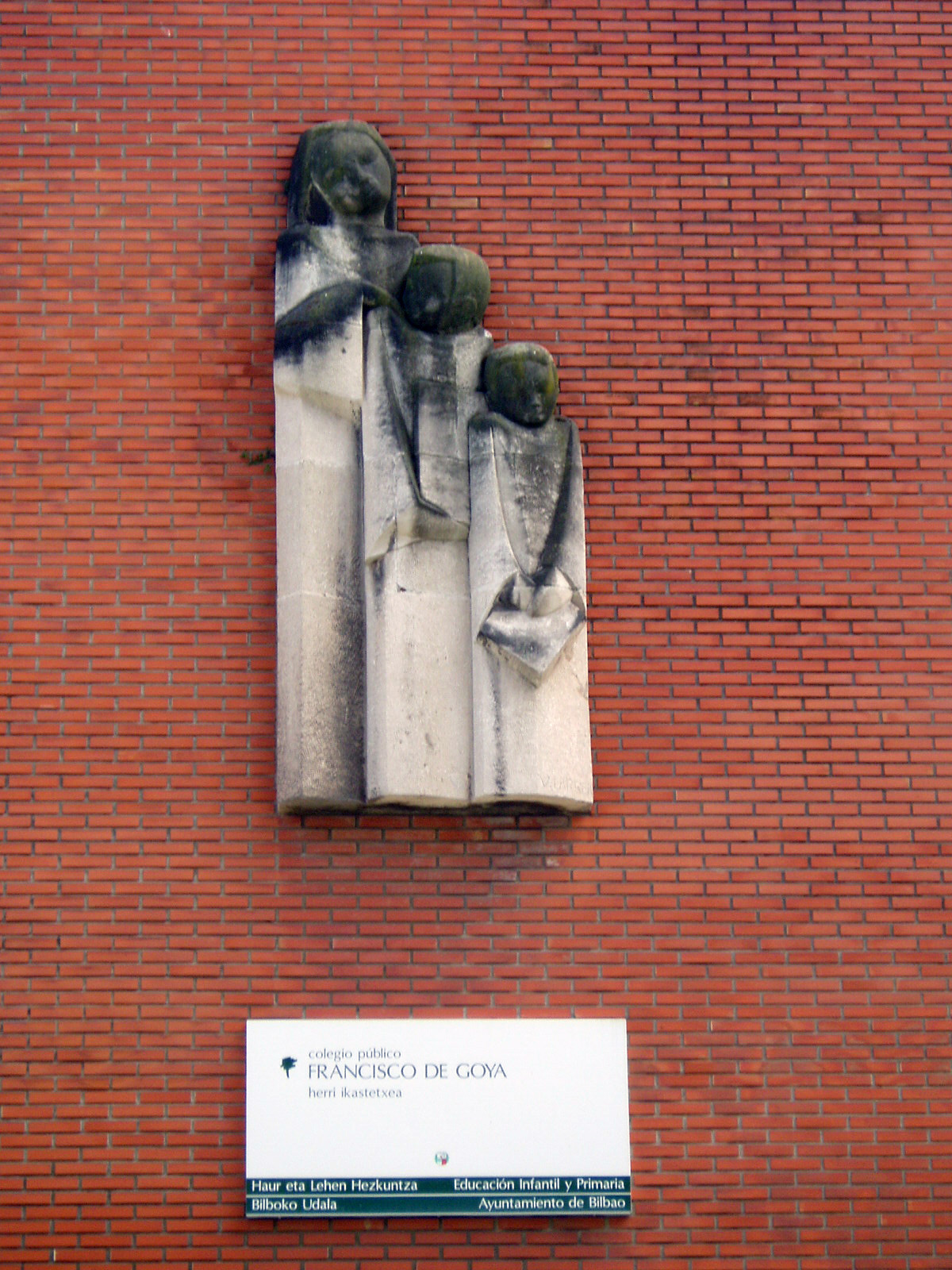
Figura en la fachada del colegio público Francisco de Goya.

El entonces alcalde de Bilbao Javier de Ibarra y Bergé anunció en enero de 1967 la próxima construcción de escuelas en los barrios de Zorroza y Ocharcoaga.
Ocharcoaga cuenta con dos escuelas, Francisco de Goya y Lope de Vega, ubicadas en las calles Pau Casals y Txotena respectivamente. En ambos casos se trata de centros con un importante porcentaje de niños provenientes de familias desestructuradas y problemáticas, motivo por el que la mayoría de las familias de Ocharcoaga decide escolarizar a sus hijos fuera del barrio. También existen varios centros de formación profesional: Centro Formativo de Ocharcoaga, concertado, y Centro de Formación Darío de Areitio, de Bilbao Ekintza. El barrio dispone también de una escuela para adultos, el centro Ramón y Cajal.
Asimismo, se han clausurado otros centros como el colegio Veracruz, abierto en 1963. En aquellos años más de 600 niños nacían en Ocharcoaga.

### Farmacias
- Calle Langaran 10.
- Calle Larratundu 7.
- Calle Pau Casals 1.

### Sanidad
El centro de salud de Ocharcoaga se encuentra en la plaza Ugarte. Además, entre 1972 y 1986 existió un Cuarto de Socorro en el bloque número 89, dirigido por José María López.

### Seguridad

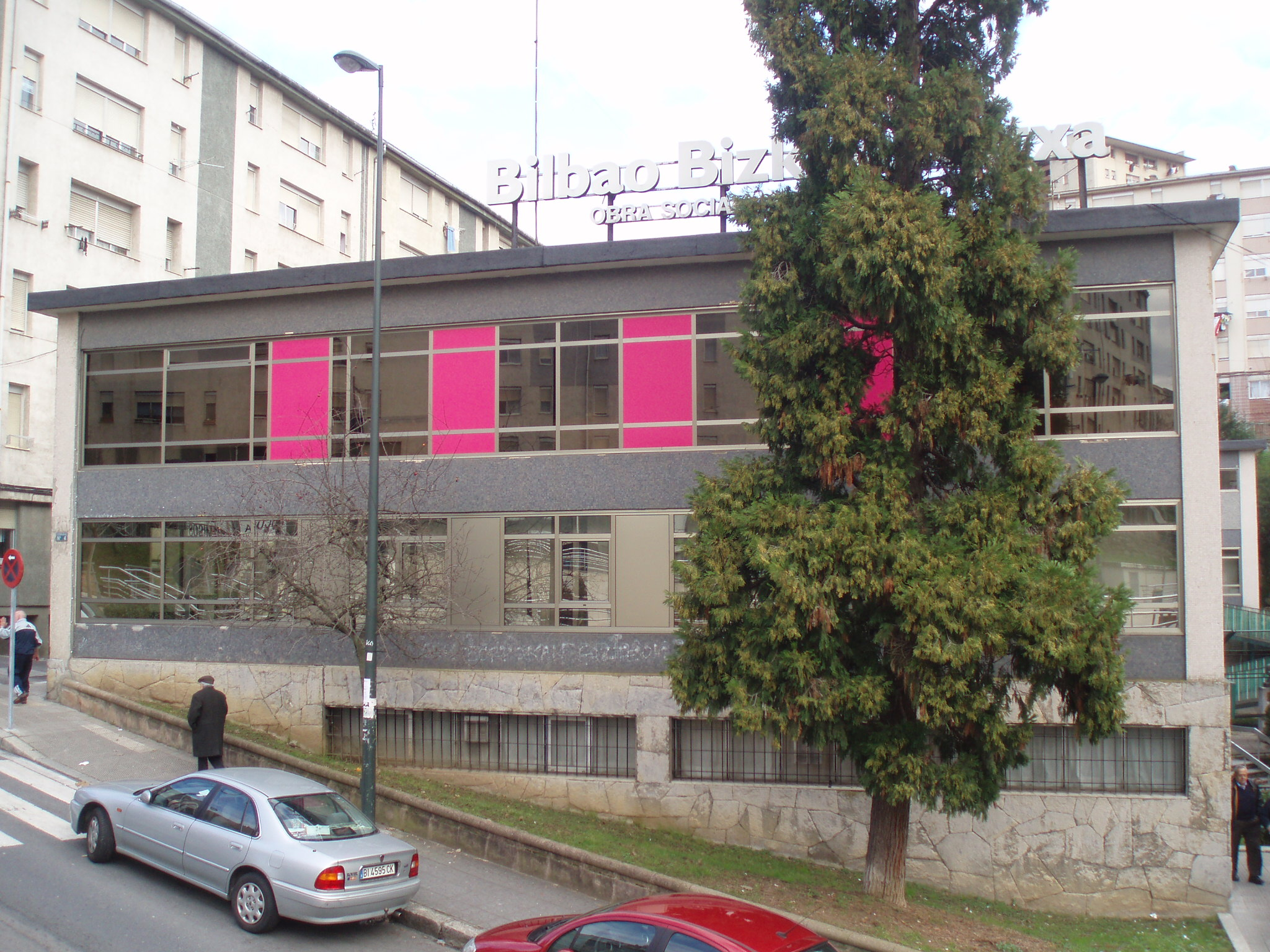
Centro de día de Ocharcoaga en la calle Zizeruena.

Ocharcoaga cuenta con una comisaría de la Policía Municipal en el edificio del centro cívico, sobre el mercado. No existe una estación de bomberos y el centro de la Ertzaintza más cercano se encuentra en el vecino barrio de Churdínaga. A inicios de 2009 el Ayuntamiento de Bilbao procedió a la ampliación de la comisaría, que atiende a los barrios de Ocharcoaga, Churdínaga, Santuchu y Begoña, y reforma del edificio del mercado en el que se encuentra este centro.
A pesar de contar solo con una comisaría de policía municipal, históricamente los vecinos de Ocharcoaga han mostrado una especial predilección por los oficios relacionados con la seguridad. Así, de 700 agentes de la Policía Municipal de Bilbao, 50 viven o han residido en Ocharcoaga. Además, dos de ellos, Andoni Bergara y Felix Cuadrado son autores del libro "Historia de la Policía Municipal de Bilbao". Además, otra vecina del barrio, Isabel Espinosa, fue la primera mujer bombero de Bilbao, cuerpo que cuenta con una importante presencia de habitantes de Ocharcoaga.
Además, la Guardia Civil llegó a contar con un cuartelillo en Ocharcoaga, que fue clausurado en el año 1977.

### Tercera edad
El centro de día de Ocharcoaga se encuentra en la calle Zizeruena, frente a la entrada del aparcamiento subterráneo de la plaza Ugarte.

## Transporte
Este barrio está conectado con el resto de la ciudad mediante el servicio de autobuses urbanos de Bilbao (Bilbobus), taxis y metro.

### Carriles-bici
En 2009 el Ayuntamiento de Bilbao procedió a habilitar 6,6 km de carril-bici en el distrito 3. Parte de ellos transcurren por Ocharcoaga y unen la parte baja de este barrio con los principales servicios del distrito, así como la estación de metro y ferrocarril de Bolueta. Ha quedado habilitada para el tránsito en bicicleta la calle Pau Casals en su totalidad. Además, junto al centro cívico existe un punto de préstamo gratuito de bicicletas.

### Ferrocarril
El primer proyecto para dotar al polígono de Ocharcoaga de estación de ferrocarril es de 1961, año en el que se propone la construcción de una estación en la línea Matico-Azbarren (Basauri), que transcurría por el subsuelo del barrio de Santuchu y parte de cuyo túnel ha sido aprovechado por el tronco común a las líneas 1 y 2 del Metro de Bilbao.
Finalmente este proyecto no se llegó a ejecutar y, hoy en día, la estación ferroviaria más cercana a Ocharcoaga es la de Bolueta, que corresponde a las líneas que unen Bilbao con Bermeo y San Sebastián a través de Durango, así como a los servicios del Metro de Bilbao.

### Líneas de autobús
| Línea | Recorrido                   | Frecuencia (minutos) |
| ----- | --------------------------- | -------------------- |
| 03    | Plaza Circular - Ocharcoaga | 10                   |
| 34    | Ocharcoaga - Santuchu       | 30                   |
| 38    | Ocharcoaga - Termibús       | 15                   |
| 43    | Garaizar - Santuchu         | 30                   |
| G2    | Ocharcoaga - Plaza Circular | 30                   |

Los autobuses municipales de Bilbao realizan el recorrido de la línea 03 desde diciembre de 1968, año en el que fue inaugurada la línea que unía Ocharcoaga con la entonces Plaza de España (ahora Plaza Circular). En sus inicios, esta línea, en su momento identificada con la "O", se dotó de cinco autobuses con capacidad para treinta y cinco pasajeros cada uno.

### Metro
En 2017 entró en servicio la nueva Línea 3 del Metro de Bilbao, que cuenta con una estación en el barrio, bajo la plaza Kepa Enbeita "Urretxindorra". La estación dispone de tres cañones de acceso a través de la plaza Kepa Enbeita "Urretxindorra", la calle Pau Casals (junto al centro cívico) y la calle Lozoño, así como un ascensor en la calle Langaran. Esta nueva infraestructura permite a los vecinos de Ocharcoaga llegar en menos de 10 minutos al centro de Bilbao.
La construcción de esta línea sufrió retrasos y ha resultado polémica debido a la petición de prolongarla hasta el barrio bilbaíno de Recalde, área que quedará unida con el centro de Bilbao mediante el futuro anillo tranviario. Además, se ha propuesto construir un ramal de metro entre la plaza Moyúa y Recalde.
La primera propuesta para construir una línea de metro que una Ocharcoaga con el centro de Bilbao es de 1970. Entonces, se proyectó la posibilidad de construir una línea con 6 estaciones entre la Casa Consistorial de Bilbao y el polígono de Ocharcoaga, con la intención de prolongar posteriormente la vía hasta la localidad vecina de Galdácano. La estación final del metro, en el Casco Viejo, serviría también de estación central para los trenes a Plencia, Lezama y Azbarren (Basauri).
Pocos años después, en 1976, se realizaron diversas propuestas para una red de metro más completa, que abarcase el Gran Bilbao en su totalidad. De todas las propuestas presentadas, una de ellas barajó la posibilidad de llevar el metro al barrio de Ocharcoaga.

### Paradas de taxi
- Plaza Kepa Enbeita "Urretxindorra" s/n

## Organizaciones

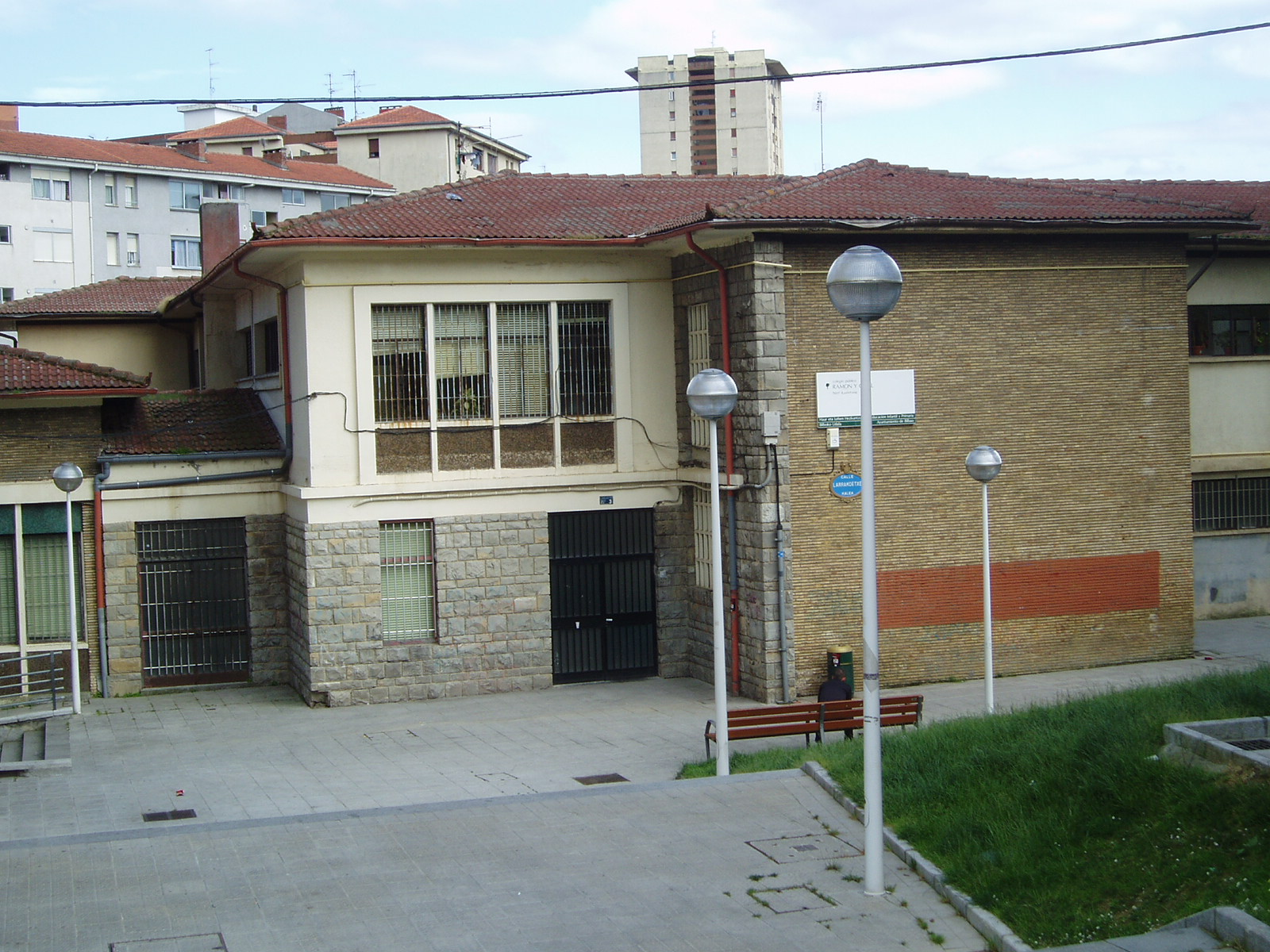
Colegio público Ramón y Cajal desde cuyas instalaciones emite la emisora de radio del barrio Tular irratia.

La Asociación de Familias de Otxarkoaga (AFO), fundada en 1968, es la principal asociación de vecinos de Ocharcoaga y la impulsora de la rehabilitación integral de todos los edificios de Ocharcoaga, junto con la urbanización completa de todas las calles y espacios públicos; un proyecto que ha supuesto 25 años de obras. 
Los socios de la AFO son voluntarios que trabajan para mejorar las condiciones de vida del barrio, organizando a los vecinos y encauzando sus demandas y necesidades. Además también ha luchado por dotar al barrio de diversos equipamientos públicos: centro de salud, centro cívico, instalaciones deportivas, mercado de abastos, parques y jardines, aparcamiento subterráneo para residentes, etc.
En abril de 1978 una veintena de vecinos pertenecientes a la AFO se encerraron en el ayuntamiento de Bilbao en protesta por el aumento del precio del alquiler de sus viviendas y las deficiencias del barrio. Hubieron de ser desalojados, tras lo cual, junto con otros 300 vecinos emprendieron una manifestación hasta la delegación del gobierno en Bilbao.
En 2008 Ocharcoaga acogió las celebraciones del Día Europeo del Vecindario por parte del Ayuntamiento de Bilbao a través de su Área de Relaciones Ciudadanas.
La comparsa festiva Pa...Ya konpartsa creada por el colectivo Peña Pa...Ya en 1995 es el grupo festivo más importante de Ocharcoaga y una de las grandes dinamizadoras de la Semana Grande bilbaína que se celebra en agosto. Entre sus logros más significativos está la recuperación de la histórica romería de San Justo, que se perdió en los años 40 del pasado siglo al derribarse la ermita de este santo existente en la proximidades del Sanatorio de Santa Marina (Monte Avril). Esta romería, con carácter rural y euskaldún (en este lugar se conserva el dialecto del euskera propio de Begoña), ha contado siempre con un importante acto de versolarismo, por el que han pasado los principales versolaris de Euskal Herria.
La Peña Pa...Ya fue creada en 1989 por un colectivo de jóvenes del barrio.
El "Gazte topagune" (literalmente, punto de encuentro de jóvenes) es otra de las organizaciones populares de Ocharcoaga. Trabaja con los problemas e inquietudes de los jóvenes y desde diciembre de 2007 ha habilitado un espacio juvenil denominado Sukabi en los bajos de un bloque de la calle Ugarte.
La Asociación Tendel es otra asociación de Ocharcoaga, nacida en el año 1999, fomentando alternativas de ocio creativas, integradoras y solidarias para los niños y jóvenes del barrio. Se trata de la Asociación dinamizadora de la cual han ido surgiendo muchas iniciativas sociales y culturales nuevas. Actualmente trabaja en el ámbito juvenil, y en el campo social laboral
La asociación cuenta además con una emisora de radio, Tular irratia, que emite desde el colegio Ramón y Cajal en el 107.2 FM. Se trata de una radio comunitaria en la que colaboran una docena de personas. 
El grupo Scout Goizalde es otra organización que trabaja activamente con los niños y niñas de Ocharcoaga desde el año 1980. Atiende a edades entre ocho y dieciocho años, y participan activamente en las Jornadas Infantiles del Barrio, el Olentxero y los Carnavales del barrio. El equipo educativo utiliza el método scout, con actividades semanales, excursiones mensuales y quince días de campamento de verano. Diversas asociaciones del barrio han surgido tras terminar el proceso educativo en el grupo scout Goizalde.
Desde 1981 se celebran las Jornadas Infantiles de Ocharcoaga a cargo de Txirula Kultur Taldea, compuesta por el Grupo scout Goizalde, Bizitegi, Tendel, Aullidos de Otxar y Mutualidad. en su contexto se celebra, desde 2002 el Concurso de cuentos infantiles sin fronteras de Otxarkoaga, que es internacional, y está organizado por Txirula Kultur Taldea, pues suelen participar personas de unos veinte países. Suelen recibirse en torno a cuatrocientos cuentos y se selecciona una veintena. Cada año se edita un libro con la recopilación de los cuentos seleccionados, se entregan 24 ejemplares a cada persona que tiene un cuento seleccionado y se hace la presentación del libro en el contexto de las Jornadas Infantiles, en mayo, en un lugar céntrico del barrio en el que participa una buena parte de las personas autoras. Han acudido a leer su cuento desde diferentes lugares del País Vasco, del resto del estado y de diferentes países europeos y americanos. 
También se celebran en junio las fiestas del barrio, dinamizadas por la Jai Batzorde, que cada vez aglutina a más asociaciones en su preparación y avanza en constantes mejoras.
La asociación sociocultural gitana KALE DOR KAYIKO, con sede en Churdínaga, cuenta con una delegación en Ocharcoaga, barrio en el que la comunidad gitana es muy importante. De hecho, esta asociación celebró en Ocharcoaga el Día Internacional del Pueblo Gitano de 2009. En cuanto a organizaciones políticas, el PSOE cuenta con una Casa del Pueblo en la calle Zizeruena. Asimismo, la Asamblea de Parados de Otxarkoaga, activa de 1983 a 2005 y a partir de 2009, busca facilitar la búsqueda de empleo de los vecinos del barrio.

## Euskera
No existen datos acerca del empleo de la lengua vasca en el barrio de Ocharcoaga. La guía "Bilbao en cifras" editada por el Ayuntamiento de Bilbao indica que el 3,2 % de los vecinos del Distrito número 3 utilizan el euskera como lengua materna, mientras que el porcentaje aumenta hasta el 5,1 % si se suman aquellos que utilizan indistintamente el euskera y el castellano para comunicarse con su familia.
Este dato es el tercero más bajo de empleo de euskera en Bilbao después del correspondiente a los distritos número 8 (Basurto-Zorroza) con un 2,4 % y número 7 (Recalde) con un 2,8 %

## Principales calles
Hasta pasados los años 90 Ocharcoaga contaba con una peculiaridad no muy frecuente en Bilbao. Su única calle era Pau Casals, que une la avenida Jesús Galíndez y la calle Doctor Ornilla de Churdínaga, con la avenida Julián Gayarre del mismo barrio, pasando por la plaza Kepa Enbeita, centro del barrio. Todos los pisos de dividían en bloques y portales, lo que dificultaba enormemente, incluso a los vecinos, la localización de uno u otro portal en el polígono.
- Plaza Kepa Enbeita "Urretxindorra": conocida como "La parada" por ser antiguamente el único lugar en el que paraba el autobús que comunicaba el barrio con el centro de Bilbao.
- Calle Zizeruena: atraviesa Ocharcoaga y conecta la plaza Kepa Enbeita "Urretxindorra" con la variante que rodea el barrio.
- Calle Langaran: atraviesa Ocharcoaga y conecta la variante con la plaza Kepa Enbeita "Urretxindorra".

### Callejero del barrio
- Aixeona, Grupo / Aixeona Etxaldea

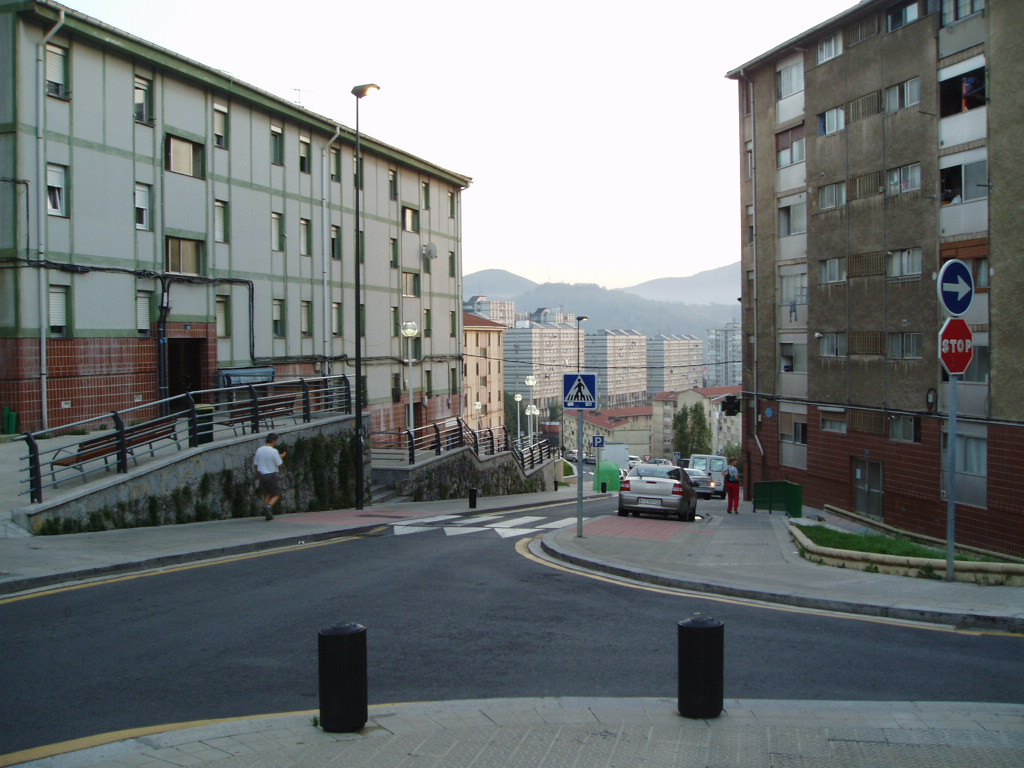
Calle Langaran. Al fondo, bloques de viviendas de la avenida Julián Gayarre del vecino barrio de Churdínaga.

- Ángela Arregi, Plaza / Angela Arregi, Plaza
- Arbolantxa, Travesía de / Arbolantxa Zeharkalea
- Arbolantxabidea, Camino / Arbolantxabidea
- BI-631, Carretera / BI-631 Errepidea (Variante)
- Garaizar, Calle / Garaizar Kalea
- Gárate, Calle / Garate Kalea
- Irumineta, Calle / Irumineta Kalea
- Jesús Galíndez, Avenida / Jesús Galíndez Etorbidea
- Kepa Enbeita "Urretxindorra", Plaza / Kepa Enbeita "Urretxindorra", Plaza
- La Fraternidad, Calle / Senidetasun Kalea
- Langaran, Calle / Langaran Kalea
- Larrakoetxe, Calle / Larrakoetxe Kalea
- Larratundu, Calle / Larratundu Kalea
- Lozoño, Calle / Lozoño Kalea
- Makaldi, Grupo / Makaldi Etxaldea
- Oruetabidea, Camino / Oruetabidea
- Pau Casals, Avenida / Pau Casals Etorbidea
- Txotena, Calle / Txotena Kalea
- Ugarte, Calle / Ugarte Kalea
- Zizeruena, Calle / Zizeruena Kalea

#### Caso de la plaza Ángela Arregi
La plaza Ángela Arregi es el último espacio público inaugurado en el barrio. Es el resultado de la reforma de la antigua plaza sobre el mercado de abastos del barrio, que se ha vuelto a pavimentar, con nuevo mobiliario urbano, zonas de sombra y miradores.
Si bien la diseñadora bilbaína fallecida en 2006, Ángela Arregi, no tenía ninguna relación con Ocharcoaga, el consistorio bilbaíno acordó bautizar de este modo la nueva plaza debido a su decisión de impulsar el número de nombres de mujeres en el callejero bilbaíno, dominado principalmente por hombres o mujeres relacionadas con la religión católica. 
En la reunión del Consejo de Distrito en el que se debatió el nombre de la plaza, un representante del PSOE propuso denominar este lugar como "Plaza del mercado", a lo que los miembros de la Asociación de Familias de Otxarkoaga (AFO) puntualizaron proponiendo el nombre de "Plaza del mercado de Ocharcoaga", debido a la nula presencia del topónimo "Ocharcoaga" en el callejero bilbaíno. 
Finalmente el PSOE retiró la propuesta inicial y apostó por denominar a esta plaza con el nombre de una mujer, sin concretar cuál, por los motivos antes expuestos. Así, el presidente del Consejo dio por válida esta opción, a partir de la cual se llegó a la denominación actual.

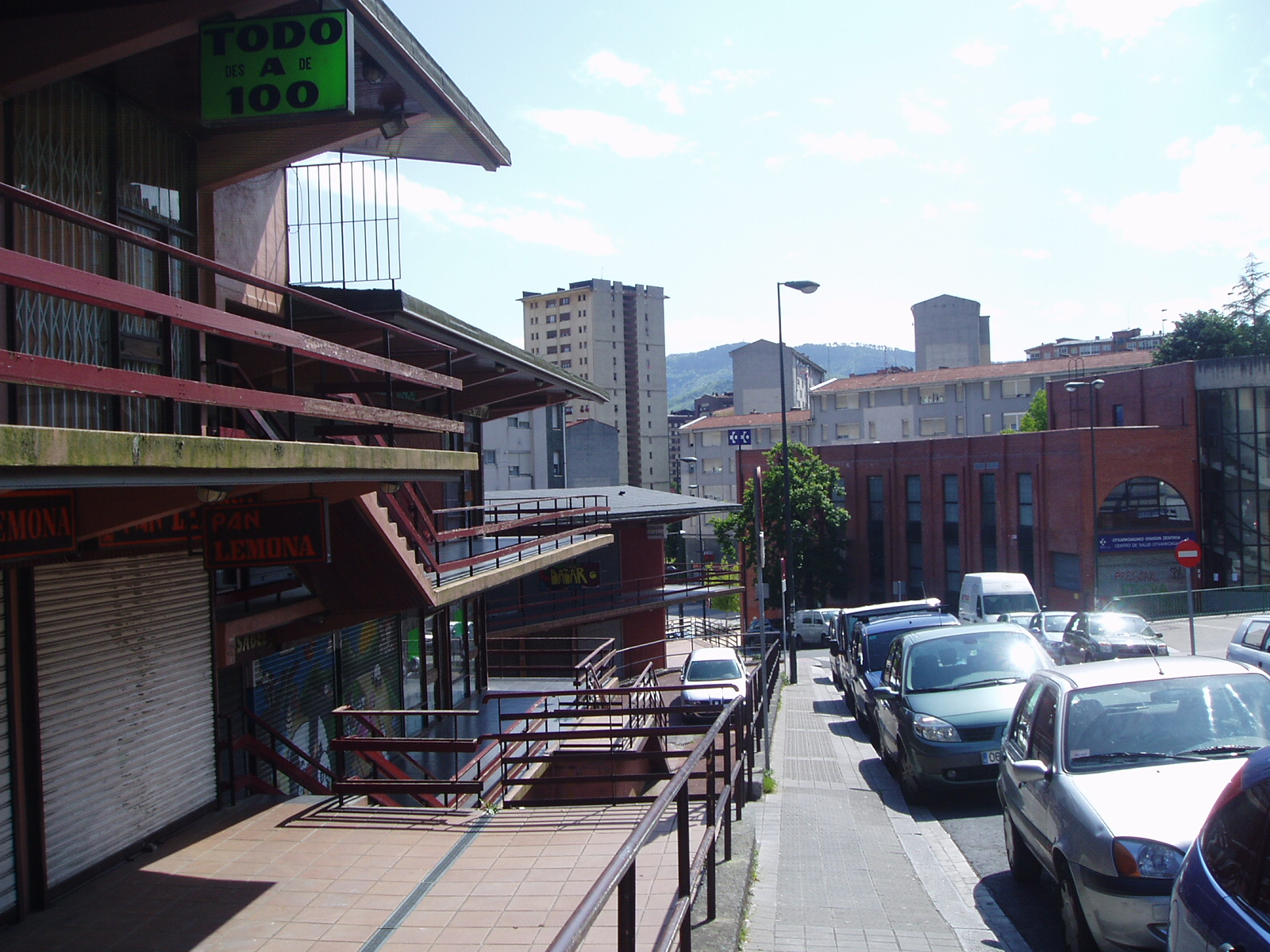
Calle Zizeruena con el centro de salud al fondo.
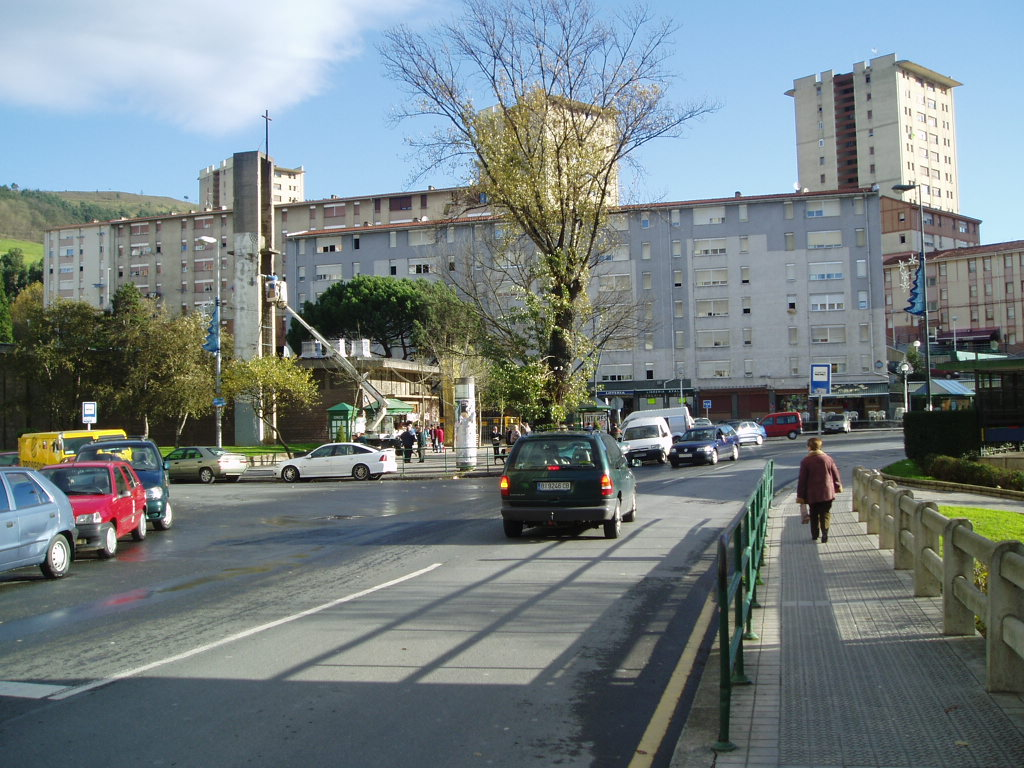
Plaza Kepa Enbeita "Urretxindorra".
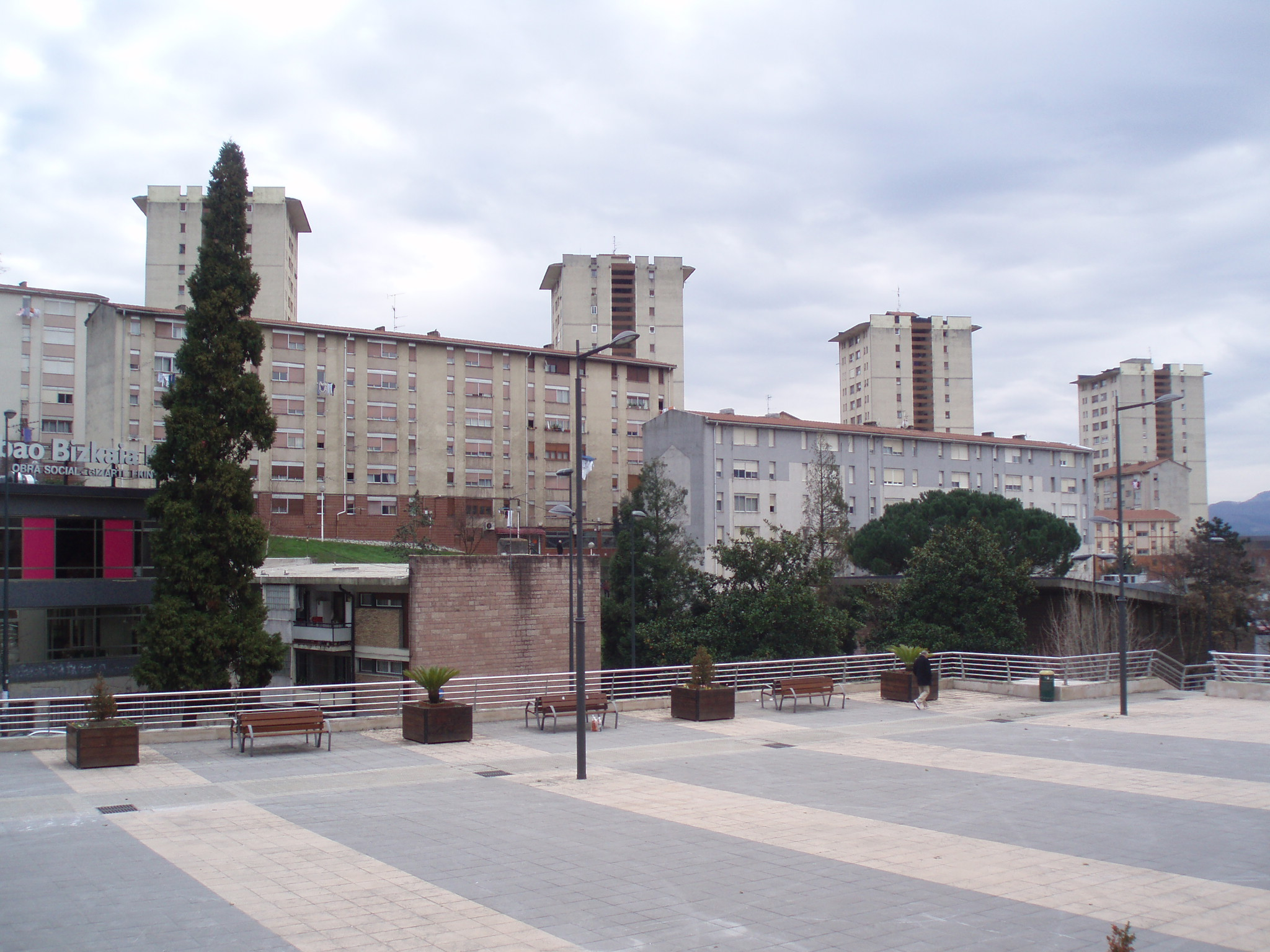
Plaza peatonal, sobre el aparcamiento subterráneo para residentes, entre las calles Zizeruena y Ugarte.
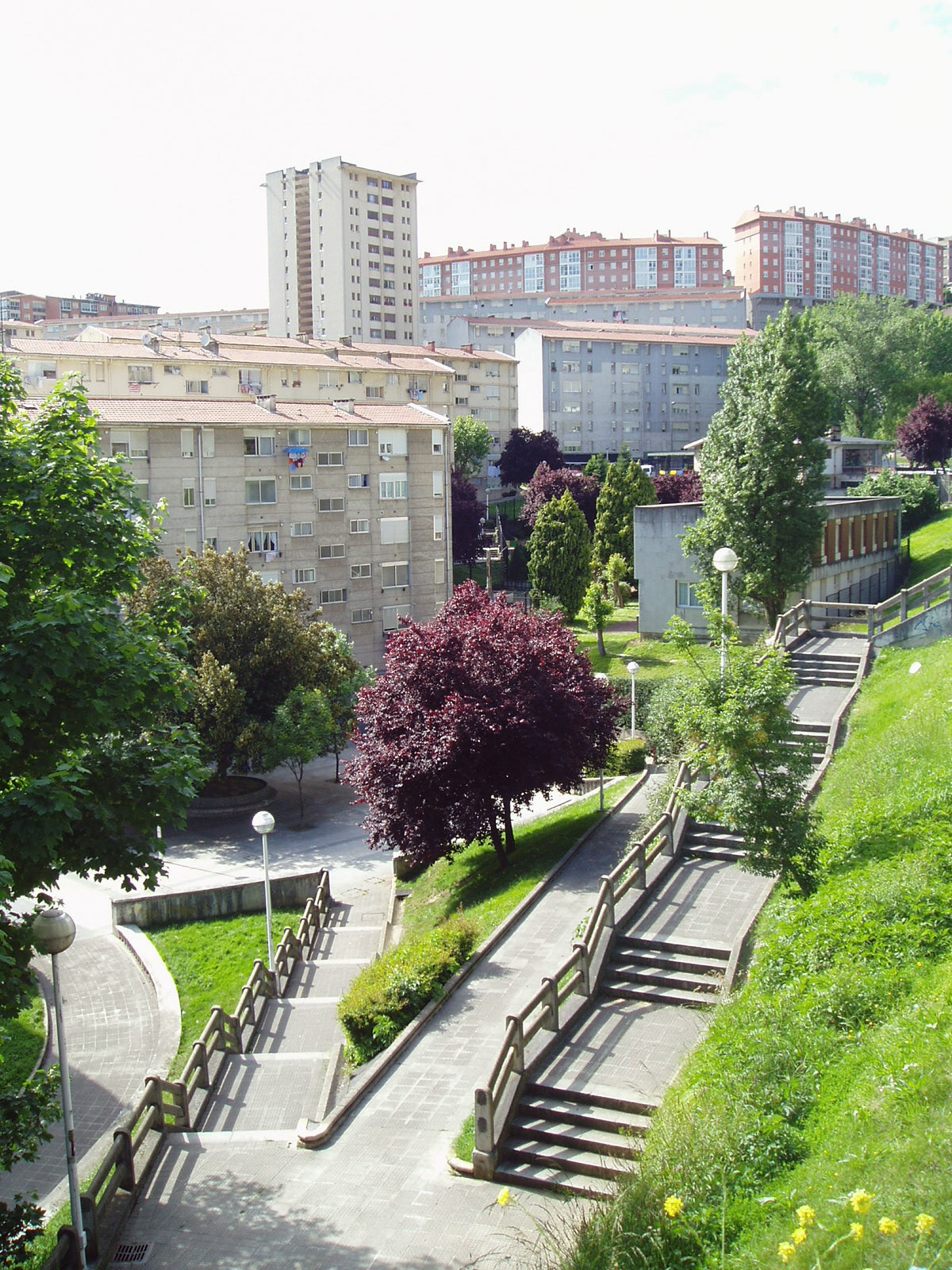
Paseos y jardines.
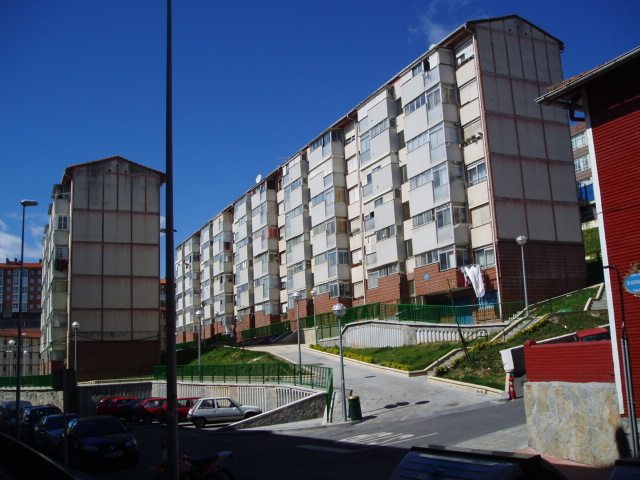
Bloques de viviendas junto a la calle Zizeruena.
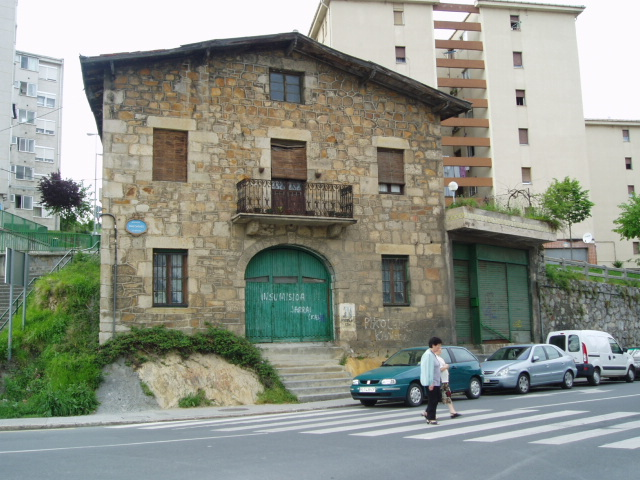
Un antiguo caserío en la avenida Pau Casals.
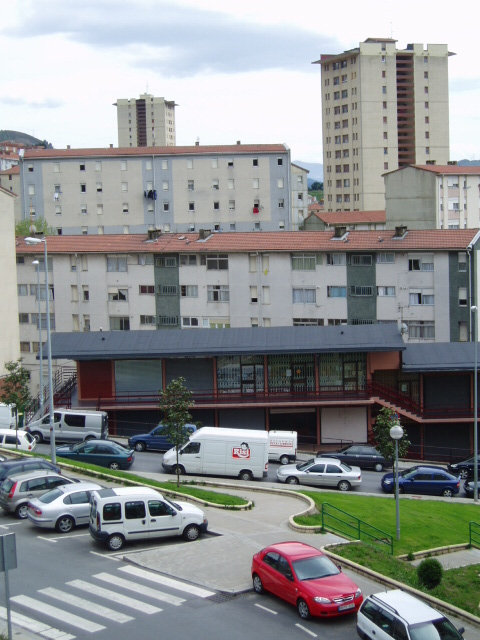
Calles Ugarte (en primer plano) y Zizeruena con los bloques de viviendas al fondo.
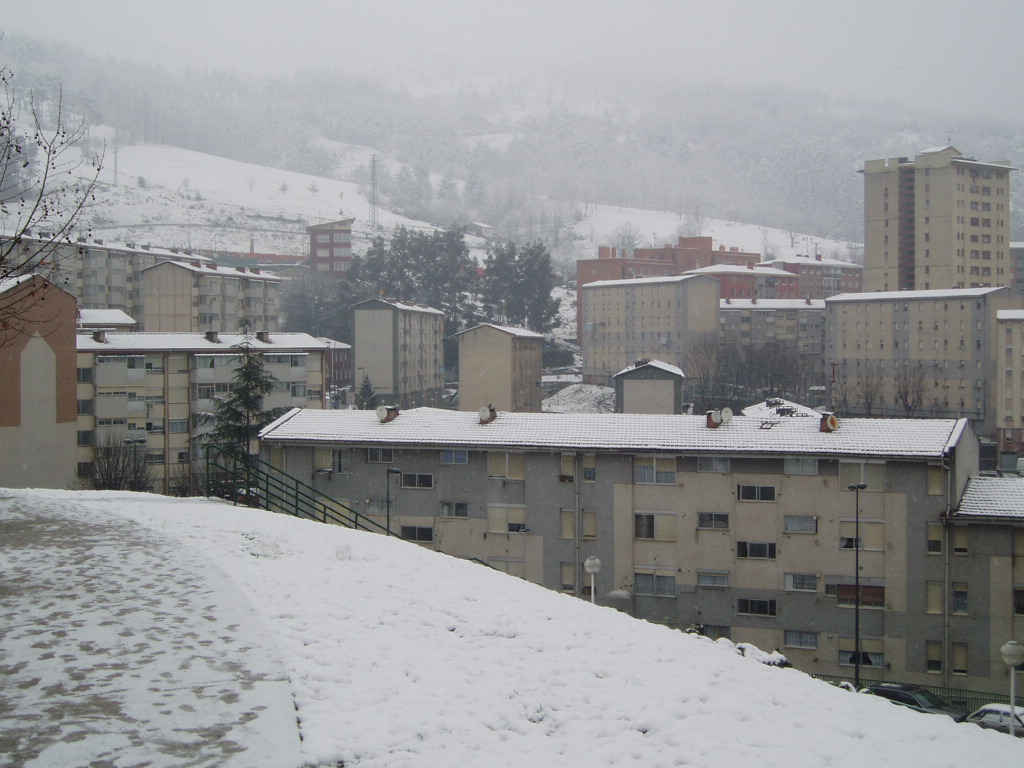
Vista general del barrio en un día de invierno.

## Bibliografía

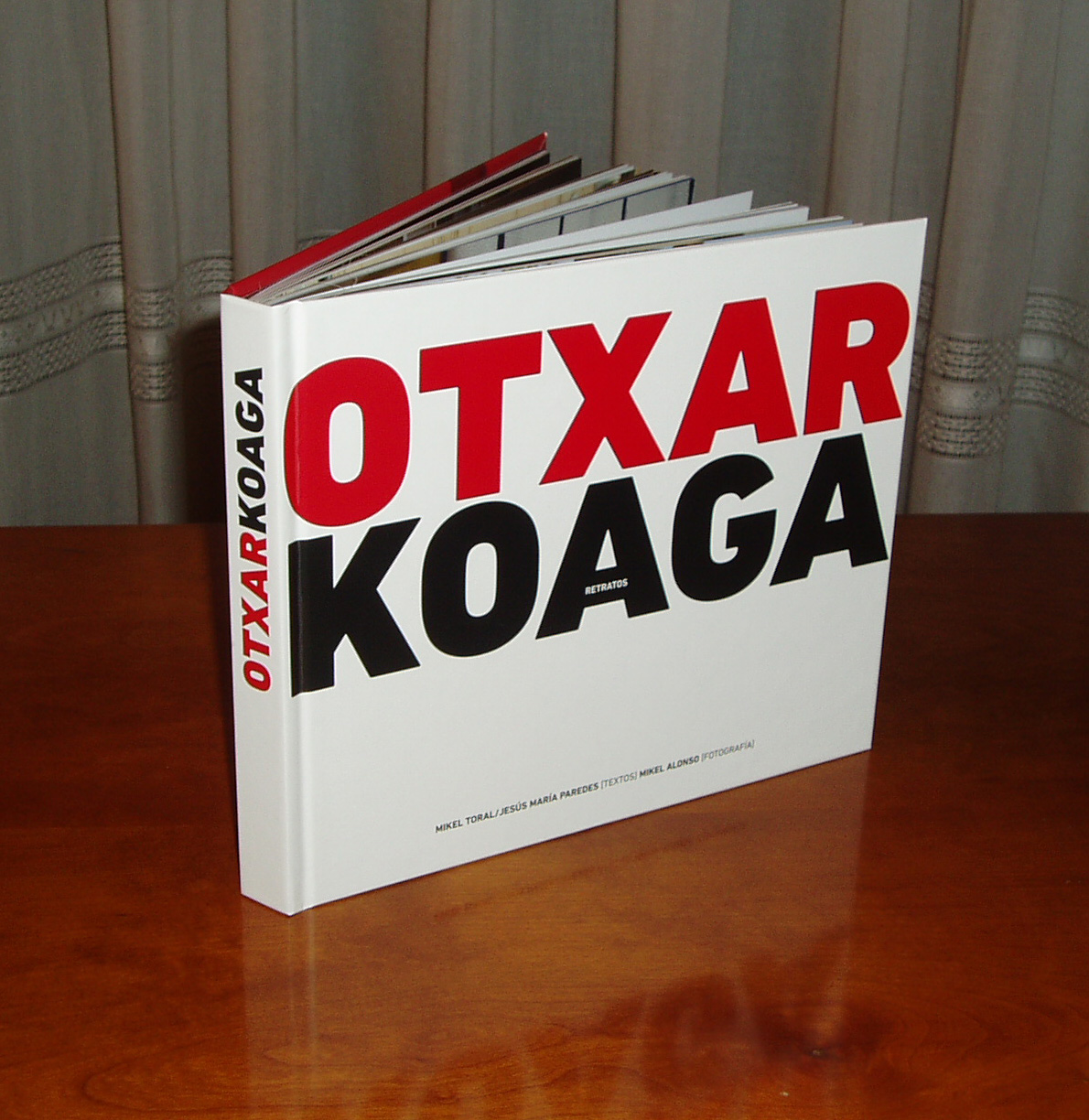
El libro "Otxarkoaga.Retratos", publicado en 2009.